# Alfred Sisley

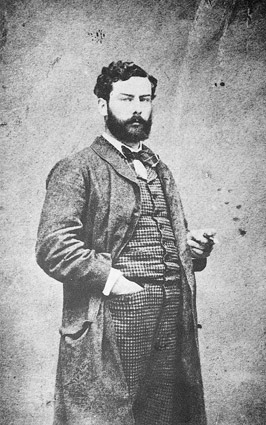
Alfred Sisley en 1882.

Alfred Sisley (París, 30 de octubre de 1839-Moret-sur-Loing 29 de enero de 1899) fue un pintor impresionista francobritánico.

## Biografía

### Juventud y formación (1839-1871)

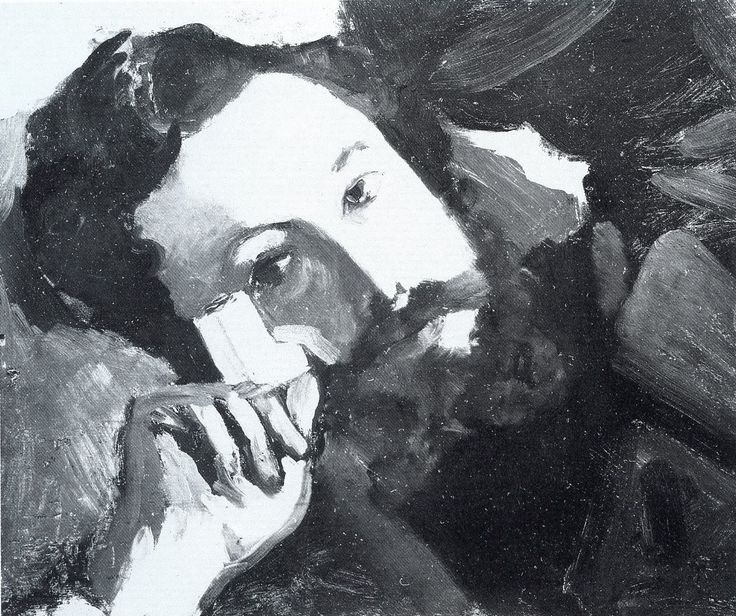
Bazille. Portrait d'Alfred Sisley, 1867.

Sisley nació en París en el n.º 19 de la Rue des Trois-Bornes el 30 de octubre de 1839 de padres comerciantes ingleses, establecidos en la capital francesa. Su padre, William Sisley (1799-1879), de origen francés, dirige un negocio de importación relacionado con el negocio familiar con sede en Londres. Su madre, Felicia Sell (1808-1866), es atraída por la música y la vida de la sociedad.
Fue bautizado el 31 de octubre de 1840 por el pastor Athanase Coquerel en la Iglesia Reformada de París presumiblemente en el templo protestante del Oratorio del Louvre.
En 1857, sus padres lo enviaron a Londres, a la edad de dieciocho años, para ser destinado a la carrera comercial. Durante estos años de aprendizaje (1857-1860), pasó más tiempo visitando museos que en su formación comercial, y particularmente admiró las obras de Constable y Turner. Regresando a Francia en 1860, obtuvo el permiso de sus padres para abandonar el negocio y poder dedicarse al arte.
Durante su juventud, asistió a los conciertos de Pasdeloup que comenzaron en octubre de 1861. Le dijo a Arsène Alexandre que el trío del scherzo del Septeto de Beethoven (Op. 20 en mi bemol mayor) le había encantado desde hacía mucho: "tan conmovedor —me dijo—, me parece que desde la primera vez que lo he oído, es parte de mí mismo, pues responde a todo lo que siempre ha estado en mi corazón. Lo canto todo el tiempo. Me zumba mientras trabajo. Nunca me abandona ... ".
En octubre de 1862 entró en el estudio de Charles Gleyre, profesor de la Escuela de Bellas Artes de París. Se introdujo en la práctica del dibujo y conoció a Renoir, Monet y Bazille. Muy pronto, se hacen amigos. El diseño del paisaje de Gleyre difiere demasiado de su percepción y los cuatro amigos abandonan el estudio del maestro en marzo de 1863 para trabajar al aire libre y plantar sus caballetes en el bosque de Fontainebleau en Chailly-en Beer, Barbizon o Marlotte, lo que lo lleva más cerca del grupo de Marlotte. Este primer experimento de trabajo de grupo, renovado en particular en julio de 1865, soldó a los cuatro artistas, los estimuló y anunció, en el mismo año en que se inauguró el primer Salon des refusés, su próxima batalla por la nueva pintura impresionista. Su pintura de paisajes está influenciada por Jean-Baptiste Camille Corot y Charles-François Daubigny.

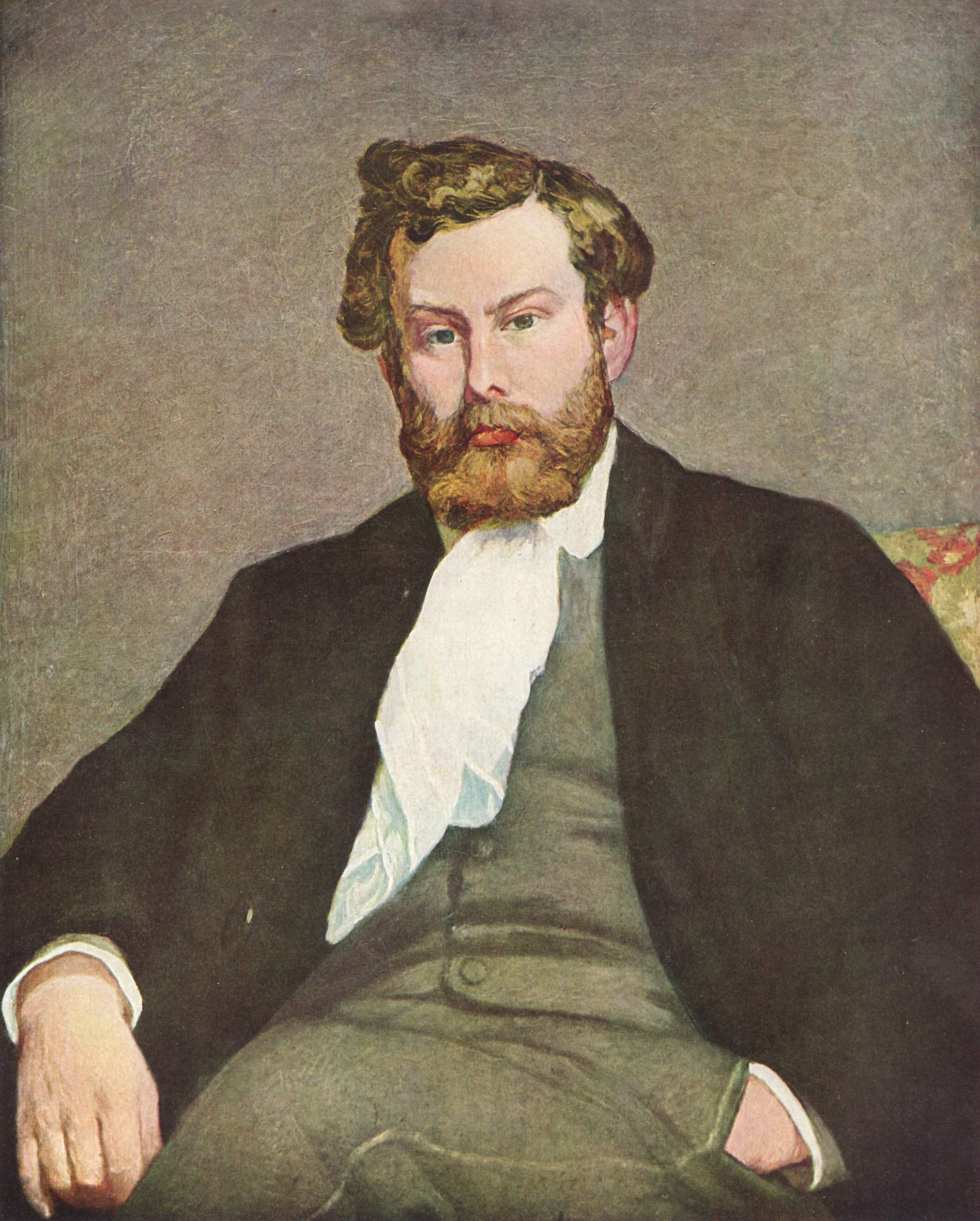
Pierre-Auguste Renoir. Portait de Sisley, 1868.

A partir de 1865, pintó Los caminos de castaños en La Celle-Saint-Cloud con Bazille, realizando sus primeros cuadros sobre el motivo en los bosques de La Celle-Saint-Cloud. Frédéric Bazille hizo su retrato durante el invierno de 1867-1868.
Conoció a Marie-Louise Adélaïde-Eugénie Lescouezec, una joven parisina de Toul, en Meurthe, en 1866, una unión que disgustó a su padre que lo desheredó. Renoir pinta en 1869 Les Fiancés - La casa de Sisley, para representar Sisley y su esposa (museo de Wallraf Richartz, Colonia). Marie Bracquemond los pinta en 1880: El paseo en bote. Sisley y su esposa y Under the Lamp: la pareja Sisley cenando en el Bracquemond en Sevres. Sus hijos Pierre (nacido en 1867, se convirtió en decorador y anticuario, permaneció solo, murió en París en 1929, también fue mencionado como inventor, y quería casarse con Germaine Hoschedé, que estaba relacionada con la familia de Claude Monet, que se oponía por su profesión), Jeanne (nacida en 1869 para convertirse en Mme Diets, pintora y acuarelista, murió el 4 de febrero de 1919 en París) y Jacques nacido en 1871 murió el mismo año. En 1871, Sisley pintó a sus dos hijos en un salón, tal vez su único retrato. Instalado con su compañera en París, divide su tiempo entre el trabajo en el taller y las reuniones informales en el Café Guerbois, presidido por Édouard Manet, líder de la generación más joven de pintores, donde críticos y periodistas como Louis Edmond Duranty, o Émile Zola. Esta vibrante vida y emulación parisiense, que Zola describirá muy bien en su novela La Obra, voluntariamente inspirada en la vida de los impresionistas.
A finales de la década de 1860, se instaló con su familia en Bougival. Hasta 1870 pintó en su estudio de París, dibujando temas en la capital y sus alrededores. Presenta dos paisajes del canal Saint-Martin en el Salón de 1870 en París.
Al comienzo de la ocupación prusiana de 1870, logró huir de Bougival a París, pero regresó a la región para instalarse en Louveciennes. Pintó la primera nieve en Louveciennes, representando la Rue de Voisins. También produjo una serie de pinturas a lo largo de la costa de Coeur-Volant.
Dejó París en marzo de 1871 para establecerse en Louveciennes cerca de la casa de la familia de Renoir, donde alquiló una casa y se quedó, teniendo que atender las necesidades de su familia por medio de su arte, después de la muerte de su padre, arruinado por la guerra. Sisley llevó a cabo un gran número de paisajes de Louveciennes, Marly le Roi y Bougival, donde no había rastro de la guerra.

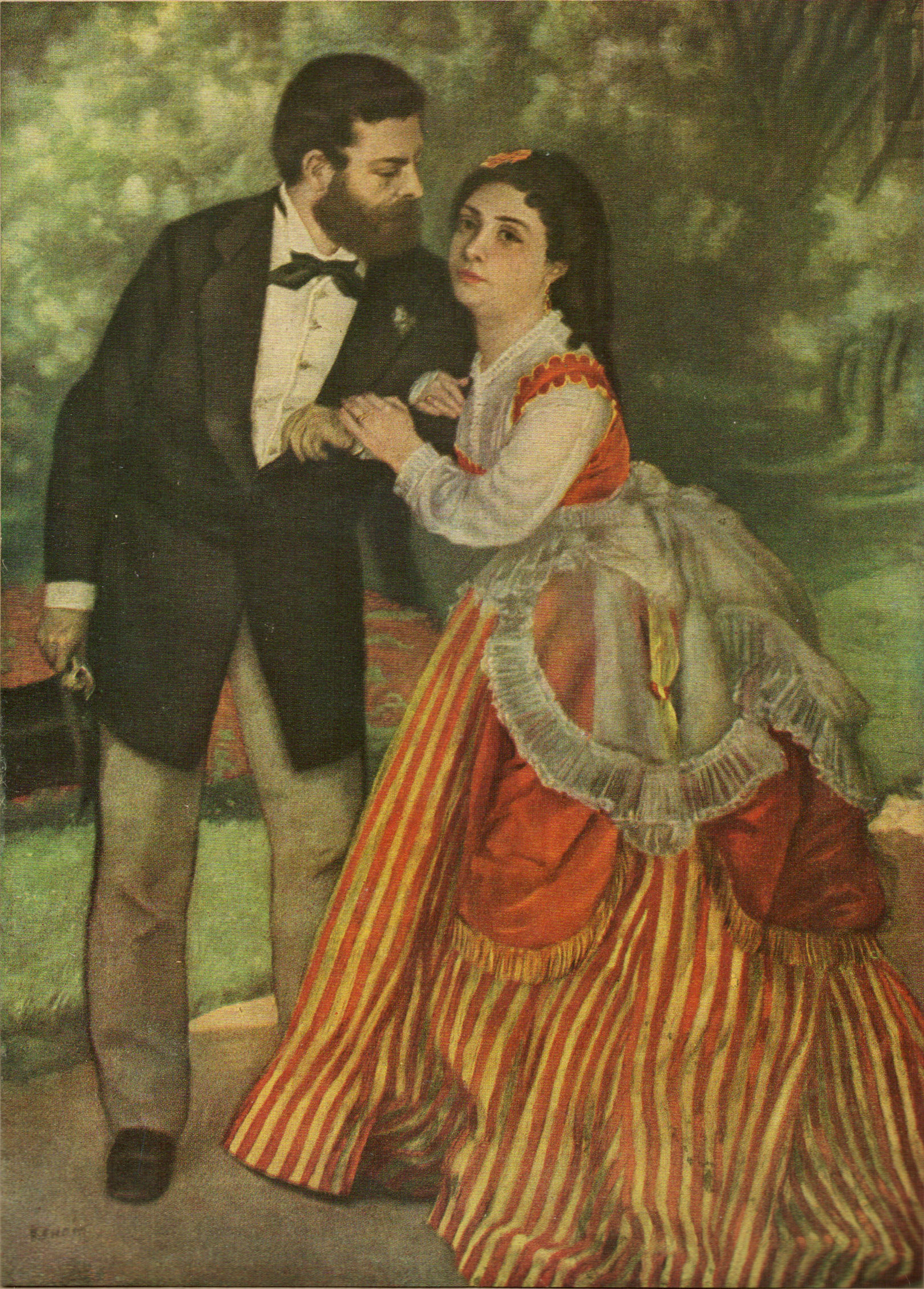
Sisley et madame, por Renoir-1868

Cuando volvió a establecerse en la primavera de 1871 en la aldea de Voisins en Louveciennes, descubrió que su taller habría sido devastado por los prusianos. Esto explica el bajo número de pinturas antes de 1871 que han llegado hasta nosotros. En enero de 1872, Sisley se reunió con Paul Durand-Ruel a través de Monet y Pissarro, que lo conocían desde su estancia en Londres durante la guerra. Durand-Ruel compró cerca de 400 obras de Sisley durante al menos 25 años.
En esa época pinta sobre todo el bosque de Marly-le-Roi en compañía de Renoir. Del 15 de abril al 15 de mayo de 1874 participó en la primera exposición de pintores impresionistas, donde presentó 6 pinturas, entre ellas 5 obras del catálogo: N ° 161 Ruta de Saint-Germain (al señor Durand-Ruel) - N ° 162 Île de La Loge (al señor Durand-Ruel) - N ° 163 El Sena en Port-Marly - N ° 164 Huerto - N ° 165 Port-Marly, noche de invierno y uno fuera catálogo. François Daulte sugiere que La Máquina de Marly es una de sus seis pinturas. Los críticos, entre ellos Ernest Chesneau, lo elogiaron.
Se instaló en Londres, donde fue gracias al mecenazgo de Jean-Baptiste Faure de julio a octubre de 1874 y ejecutó cerca de veinte cuadros alrededor de Molesey y Hampton Court.
Permaneció en Louveciennes hasta finales del invierno de 1874-1875, pintando muchos paisajes nevados, dando reflejos rosados, amarillos y azules a la nieve. 

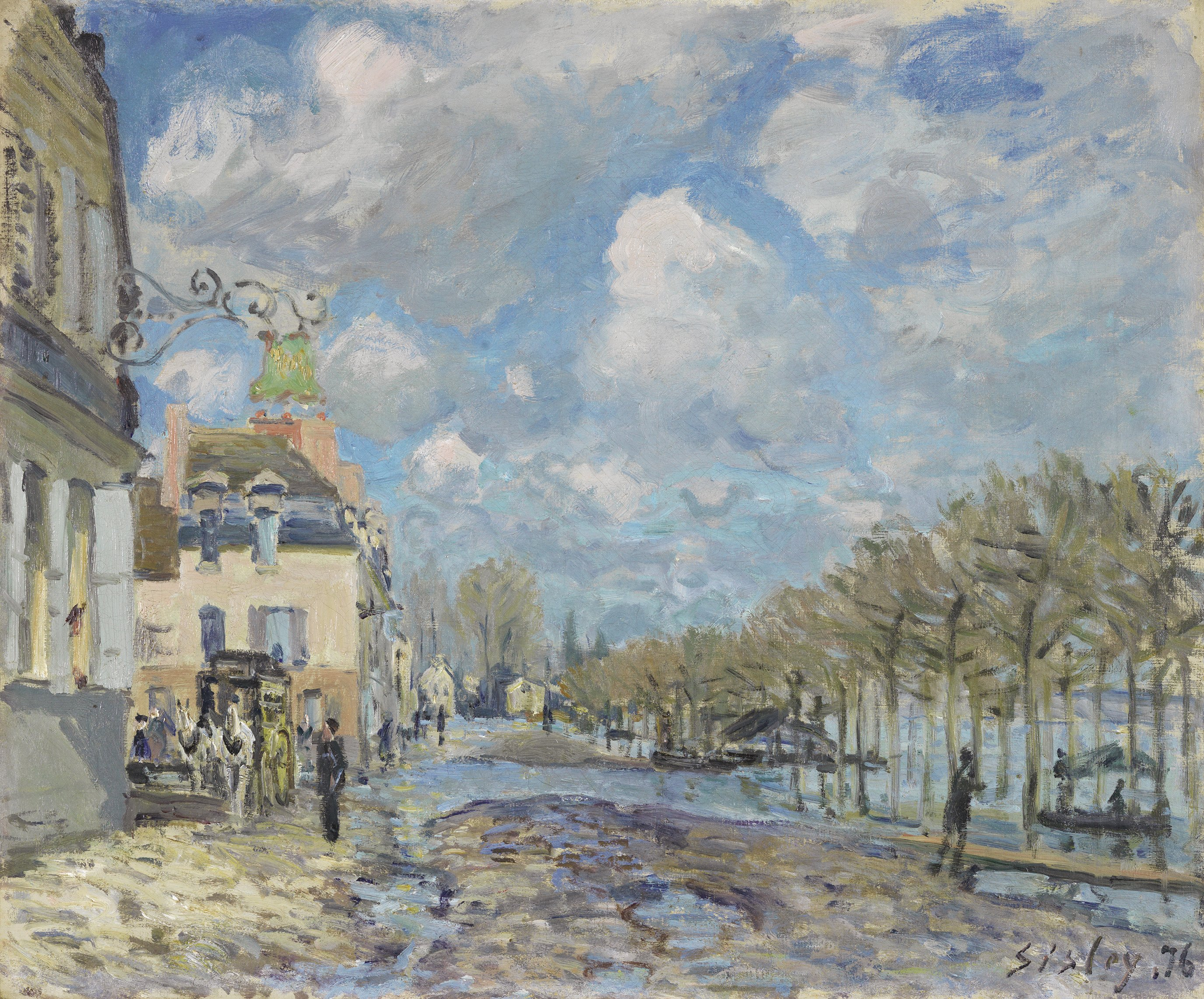
Sisley. Inundación en Port-Marly. 1876.

En 1875, se estableció en Marly-le-Roi en una casa cerca del Abreuvoir, permaneciendo hasta finales del invierno 1877-1878, pintando otros paisajes nevados. Entre sus temas favoritos se encuentran l'Abreuvoir de Marly-le-Roi, los caminos fugaces, las orillas del Sena y la Marly Machine. De las inundaciones de 1876 en Port-Marly, hizo aparecer un tema de los efectos de la superficie brillante y el cielo barrido por el viento.
De todos los impresionistas, Sisley fue el que permaneció durante más tiempo en el meandro del Sena, y el que pintó el mayor número de imágenes de allí.
En 1874 con Claude Monet, Auguste Renoir, Camille Pissarro, Edgar Degas y Berthe Morisot, fundó la sociedad anónima de pintores, escultores y grabadores, y participó en las tres primeras de las ocho exposiciones impresionistas. En la primera exposición de pintores impresionistas que tiene lugar en las instalaciones del fotógrafo Nadar en 1874, en la segunda Segunda exposición de los impresionistas en 1876 y la tercera en 1877. Fuera de la séptima en 1882, no participará en las siguientes.
En 1878, dejó Marly-le-Roi para Sèvres, donde residió hasta 1879, antes de establecerse en la región de Moret-sur-Loing.

### Período de Independencia y Reconocimiento (1880-1895)

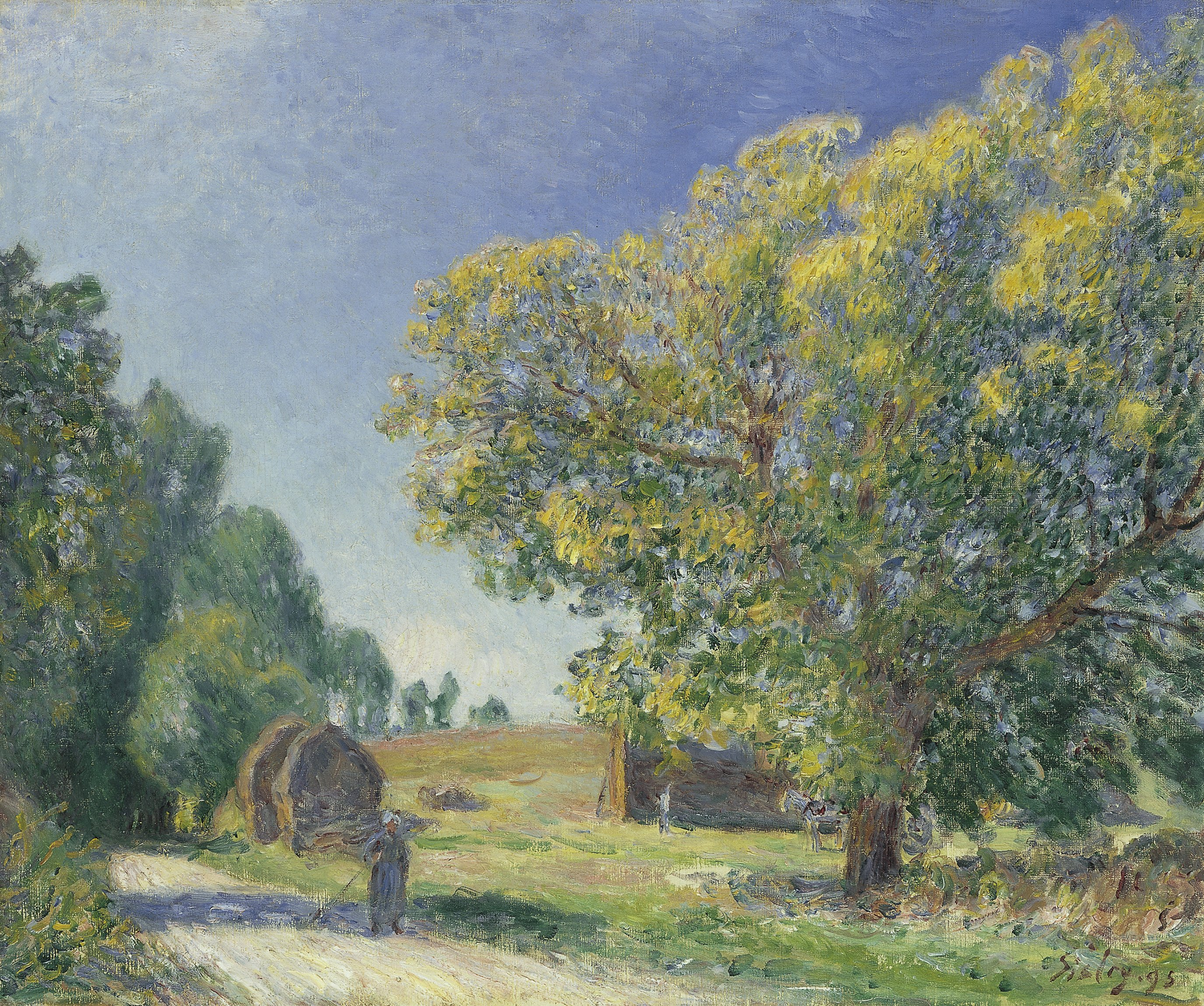
Sisley. Claro de un bosque.1895.

En 1880 Sisley se estableció no lejos de Moret-sur-Loing, conquistado por este pacífico y verde campo al que permanecerá fiel hasta el final de su vida. El pintor australiano John Peter Russell pintó un retrato de la señora Sisley en las orillas del Loing en 1887. Durante este período el grupo de los impresionistas se dispersó después de la salida de Renoir, Sisley, Cézanne y Monet en 1880 de las exposiciones impresionistas. Todos estaban tratando de trazar su propio camino a partir de entonces. Las exposiciones personales siguen siendo el medio privilegiado para que estos pintores sean reconocidos. Sisley aceptó su primera exposición personal en 1881 en La Vie Moderne con 14 pinturas y otra en 1883 en la galería de Durand-Ruel después de las sucesivas exposiciones de Monet, Renoir y Pissarro. Pero el éxito todavía no le acompaña y los envíos de Durand-Ruel de sus obras a Londres, Boston, Berlín o Róterdam son apenas más fructíferos.
En 1882 se encuentra en la séptima exposición impresionista, con la excepcional reagrupación del grupo impresionista original (Monet, Renoir, Sisley, Pissarro ...). Pero este encuentro de pintores es el último. De hecho, la última y octava exposición impresionista tiene lugar sin la presencia de Sisley, Monet, Renoir y Cézanne.
Después de oponerse a dos exposiciones de Durand-Ruel, Sisley, obligado por sus preocupaciones financieras, le pidió ayuda en 1885 y le dio su confianza para dos exposiciones colectivas organizadas en Nueva York en 1886. Estas exposiciones serán las primeras señales de advertencia del reconocimiento tardío de los impresionistas. Durand-Ruel incluso le ofreció una exposición especial en Nueva York a principios de 1889 en su galería que abrió al otro lado del Atlántico. Al mismo tiempo, Sisley se abrió a otros comerciantes como Georges Petit, con quien colaboró en 1886, siguiendo a Monet, Boussod y Valladon desde 1893. Sus pinturas tuvieron éxito en la segunda exposición internacional de pintura y escultura de Georges Petit. En 1890 Sisley fue admitido como miembro asociado de la Sociedad Nacional de Bellas Artes. Esta entrada entonces le aseguró un puesto para que mostrará sus trabajos allí cada año hasta el final de su vida con la excepción de 1895 y 1896.
En el Salón de Champ-de-Mars en 1892 fue duramente criticado por Octave Mirbeau en su crónica del Figaro del 25 de mayo de 1892, a la que contestaría, subrayando la malicia del crítico de arte hacia él. Adolfo Tavernier, un amigo periodista, lo declaró como uno de los maestros del paisaje del siglo XIX. En 1894, recibió a Gustave Geffroy en su casa, quien más tarde contó en su libro sus recuerdos e impresiones de ese día: dijo que había adivinado "tristeza bajo la apariencia de resignación y alegres palabras (...) ese día perfecto la hospitalidad y la amistad han permanecido para mí impreso en este sentimiento adivinado por el artista envejecido que parecía sentir que en su vida un rayo de gloria no brillaría en su arte. De hecho Sisley no conoce el éxito junto con impresionistas como Renoir o Monet o Degas. Pissarro escribió a su hijo Lucien en una carta de 1895: "Me quedo, con Sisley, como una cola del impresionismo".

### Fin de su vida (1896-1899)

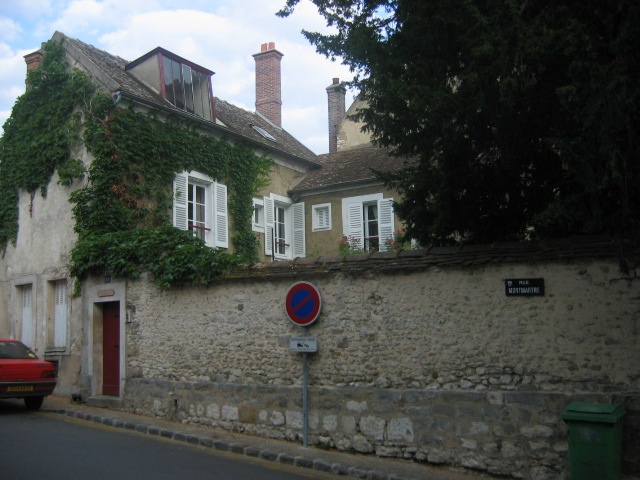
Moret Maison Sisley

Durante los últimos años de su vida (1897-1899) la salud de Sisley declinó: sufrió ataques muy dolorosos de reumatismo. En diciembre de 1896 Georges Petit organizó una gran retrospectiva de la obra de Sisley en su galería de la rue de Sèze. El artista trabajó para reunir tantas obras de colecciones de aficionados como fuera posible. En total, la exposición abrirá con 46 pinturas y seis pasteles. Solo Arsène Alexandre y Adolphe Tavernier hablarán de la exposición y no se venderá ningún lienzo. La experiencia es dolorosa para Sisley.

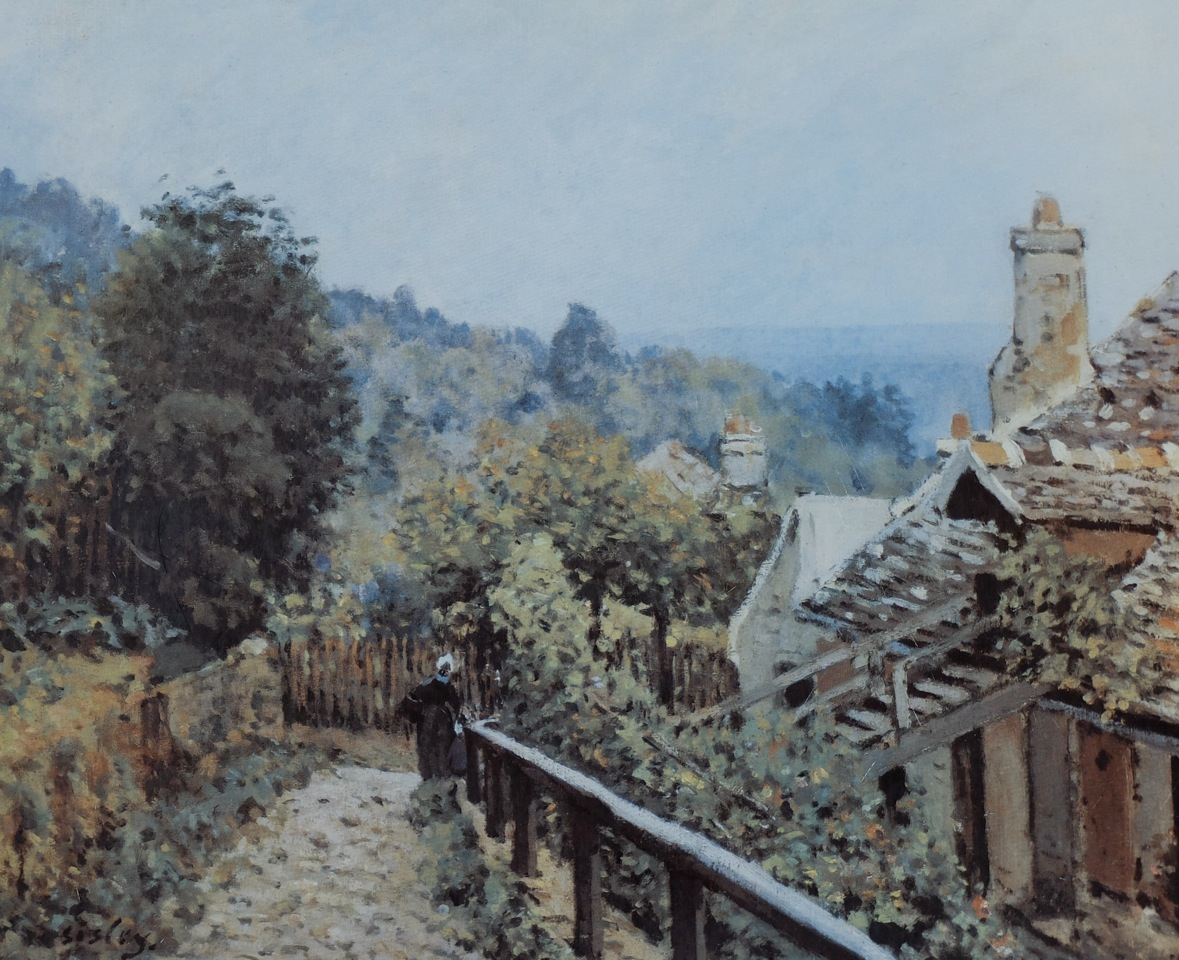
Louveciennes, hauteurs de Marly, Sisley. 1873.

En 1897 fue invitado a Inglaterra en Londres y luego a Penarth cerca de Cardiff. Durante su estancia en Cardiff el 5 de agosto, fue el último momento de gran creación artística: pintó acantilados, enormes rocas, olas, ... Volviendo a Moret en noviembre de 1897, deseaba la nacionalidad francesa, y pide su ayuda a su amigo Adolphe Tavernier. Pero la pérdida de ciertos documentos oficiales no le permitió realizar rápidamente su deseo de convertirse en ciudadano francés. Paradójicamente, el impresionista que mejor pintó los paisajes del Sena, el Loing y el gentil Angevin iba a extinguirse como inglés.
Vive al borde de la pobreza. Su esposa cae enferma y muere el 8 de octubre de 1898. Se ve afectado y nada eclipsa su desánimo. Alcanzado por un cáncer de garganta, su condición empeora. Demuestra una forma de coraje en su renuncia. Las cartas a su médico permiten volver al final de su vida día tras día. Escribe el 13 de enero: "Estoy roto por el dolor ... Ya no tengo la energía para luchar ...". Convocó a su amigo Monet, que ya era famoso y rico, le recomendó a sus hijos y le despidió. Murió el 29 de enero de 1899 en su casa de Moret-sur-Loing sin haber podido adquirir la nacionalidad francesa.
Fue enterrado en el cementerio de Moret el 1 de febrero en un día gris y frío. Renoir, Monet, Adolphe Tavernier y Arsène Alexandre vinieron de París. Jean-Charles Cazin pronunció un discurso para la Sociedad Nacional de Bellas Artes. Adolphe Tavernier pronunció una oración fúnebre rindiendo homenaje a "un mago de la luz, un poeta de los cielos, las aguas, los árboles, en una palabra, uno de los paisajistas más notables de nuestro tiempo". Es enterrado con su esposa. En sus tumbas se alza como un epitafio una cita de Sisley: "Es necesario que los objetos estén envueltos en la luz, como están en la naturaleza.".

### Después de su muerte
El éxito, que no tuvo durante su vida, ocurrirá poco después de su muerte. La galería Bernheim-Jeune exhibió 14 de sus pinturas en febrero de 1899. En marzo, Durand-Ruel exhibió 28 pinturas de Sisley en Nueva York. El 1 de mayo, Claude Monet organizó una venta por la Galerie Georges Petit para beneficio de sus hijos, que recibió un eco en los medios de comunicación sin precedentes para Sisley.
En marzo de 1900, un año después de su muerte en el momento de la venta de Adolphe Tavernier, el conde Isaac de Camondo compró La inundación en Marly por una suma considerable en ese momento de 43.000 francos. La obra había sido vendida por el artista en origen por 180 francos
En 1911 fue el primer artista impresionista en recibir el homenaje de un monumento conmemorativo en su ciudad de Moret-sur-Loing.
Hizo 960 óleos sobre lienzo, 100 pasteles y muchos otros dibujos, que fueron producidos por Sisley aunque solo había vivido 59 años. Se han descubierto un número impresionante de falsos Sisley. Además de sus falsificaciones, las obras de su hija Jeanne, hacia 1895, llevan legítimamente la firma Sisley.

## El arte de Sisley
Sisley fue eminentemente un pintor paisajista, que se distinguió de sus colegas impresionistas por la decisiva intervención en sus cuadros de los elementos más imponderables: el agua, la nieve, el cielo, la niebla, de tal forma que ha sido considerado, junto a Monet, como uno de los impresionistas más puros. Entre 1872 y 1880 realizó lo mejor de su producción: paisajes de gran espontaneidad de los alrededores de París, de Marly, Louveciennes, Bougival, Sèvres, Saint-Cloud o Meudon. Paisajes soleados que contrastan con sus célebres inundaciones de Marly, en las que no pierde igualmente su connotación intimista y poética.
Sisley es ahora considerado como el impresionista en sí: la esencia de su inspiración es el paisaje. Las figuras en sus pinturas son solamente siluetas; además, los retratos de sus parientes cercanos (mujer y niños) y las pocas naturalezas muertas son raros.
Según Gustave Geffroy, uno de sus primeros historiógrafos, Sisley tenía un amor instintivo por el paisaje. Para él no había nada feo en la naturaleza cuando se trataba de la relación entre el cielo y la tierra. Sisley escribió: "Todas las cosas respiran y florecen en una rica y fértil atmósfera que distribuye y equilibra la luz, establece la armonía". Para el crítico de arte Raymond Cogniat, "el espacio de Sisley reúne tres dimensiones y la tercera, que expresa la fuga en la distancia, lo que sugiere extensiones a derecha e izquierda, así crea bien esa impresión de ventana abierta mediante la cual hemos definido el impresionismo ".

### Inspiración
Sisley eligió el cielo y el agua con implacables reflejos de luz en sus paisajes alrededor de París, la región de Louveciennes y Marly-le-Roi. En particular, la región de Moret-sur-Loing tuvo un impacto particular en el trabajo de Sisley, como lo atestigua Una noche en Moret. Fin de octubre, pintado en 1888. Está en la línea de Constable, Bonington y Turner. Es influenciado por Monet, pero se aleja de su amigo por su voluntad de construir que le hace respetar la estructura de las formas.

Al mostrarse sensible al paso de las estaciones, le encantaba traducir la primavera con huertos en flor; pero era el invierno y el campo nevado lo que atrajo particularmente Sisley cuyo temperamento reservado prefería el misterio y el silencio a la brillantez de los paisajes soleados de Renoir.

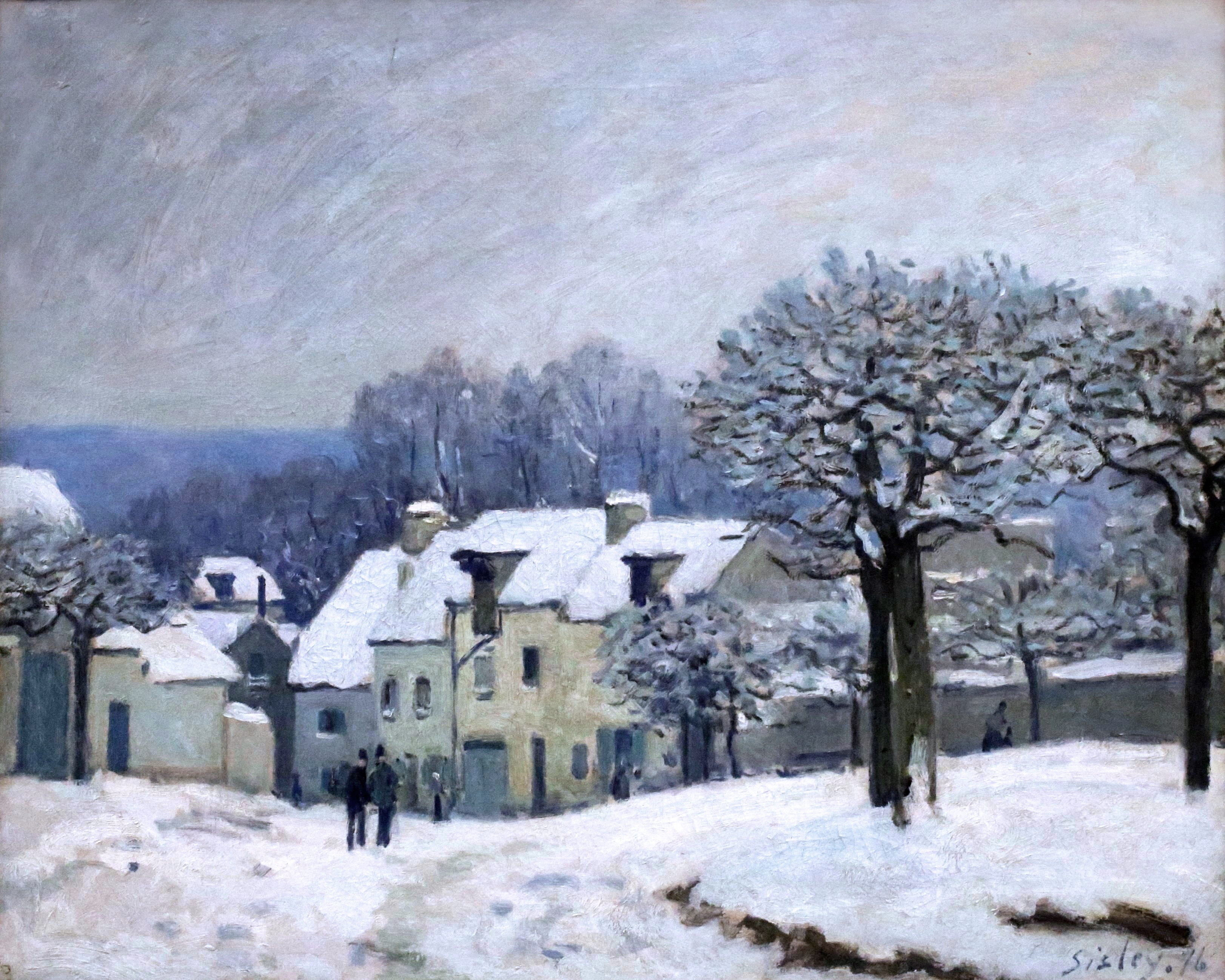
Place du Chenil à Marly, effet de neige

### Influencia del arte japonés
En algunas de las pinturas de Alfred Sisley, se puede percibir una influencia marcada por el arte japonés. Richard Shone hace derivar la Place du Chenil a Marly, efecto nieve de Sisley de Snow Night a Kambara de Hiroshige.
Las perspectivas de sus pinturas muestran la influencia de Hokusai, que descubrió gracias a Claude Monet. Por lo tanto, un puente se dobla en el Pont de Villeneuve-la-Garenne, un campanario se eleva en un cielo lluvioso en la Grand-Rue en Argenteuil y un camino en una ciudad en el Chemin de la Machine, Louveciennes.

### Intenciones artísticas
Gustave Geffroy, en particular, parece admitir que Sisley gozó de reconocimiento como pintor impresionista al día siguiente de su desaparición: "El día en que la muerte de Sisley fue anunciada después de tantos sufrimientos voluntariamente ocultos, causó emoción en todo el público informado. Los lienzos que esperaban comprador en el mundo, por los caprichos de los aficionados, fueron inmediatamente buscados."

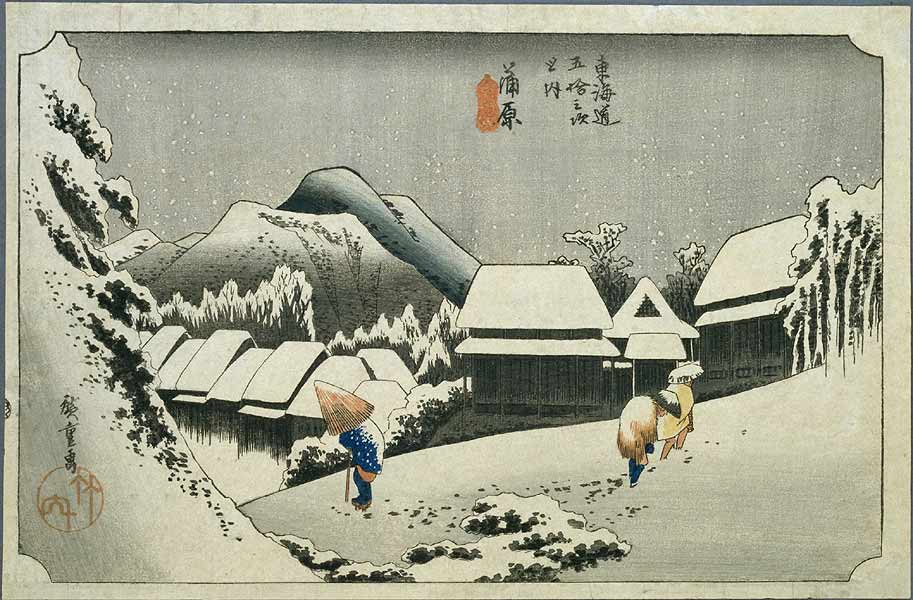
Hiroshige noche de nieve en Kambara

Hoy en día algunos historiadores coinciden en que el artista es el más puro representante del impresionismo en espíritu y forma, por su elección del paisaje, su tratamiento de las variaciones atmosféricas, la delicadeza de sus toques y sus colores. Pero al mismo tiempo se le reprocha su falta de evolución en su pintura y sus investigaciones y motivos pictóricos.
Para François Daulte, que es el autor de su catálogo razonado, esta fácil crítica de la aparente monotonía de las pinturas esconde la característica esencial de Sisley: "Sisley ha visto la naturaleza más profunda que en la superficie ... siempre ha considerado que la expresión espacial era la parte esencial del programa pictórico, la parte que le pertenece por derecho propio y que no debe apartarse de ella. Es por esta razón, sin duda, Sisley no se ha cansado de pintar senderos arbolados a lo largo de su carrera, que desaparecen poco a poco a lo lejos ". Así los caminos y los ríos que huyen son sus motivos favoritos que repite al infinito.
El Cielo es otro componente esencial de su arte que trata con la misma preocupación por la verdad espacial. Ocupa casi siempre las tres cuartas partes del lienzo. Sisley, de hecho, lo considera como algo "que no puede ser sino un fondo. Por el contrario, contribuye no solo a dar profundidad a sus planos (porque el cielo tiene planos como la tierra), sino que también da movimiento por su forma, por su disposición en relación con el efecto o la composición de la pintura". Para Sisley, un buen artista impresionista, no descuida el momento y el movimiento querido por todos sus colegas. Le gustaba pintar las estaciones, las variaciones atmosféricas, las horas del día ...
Pintor de los caminos, es aún más pintor de agua, ríos con muelles tranquilos y bancos con hojas en movimiento. A menudo es una impresión de calma y serenidad la que emerge de sus obras. Geffroy resumió lo siguiente: "Sisley vivió la vida desinteresada y profunda del paisajista amante de la naturaleza, lejos de la vida social. Y a pesar de las penas y tristezas que tuvo que soportar, es de esperar que tuviera el puro gozo del olvido en las horas de trabajo, que conociera la serenidad y la felicidad expresadas por su obra de verdad y luz."

### Evolución artística

#### Obras juveniles

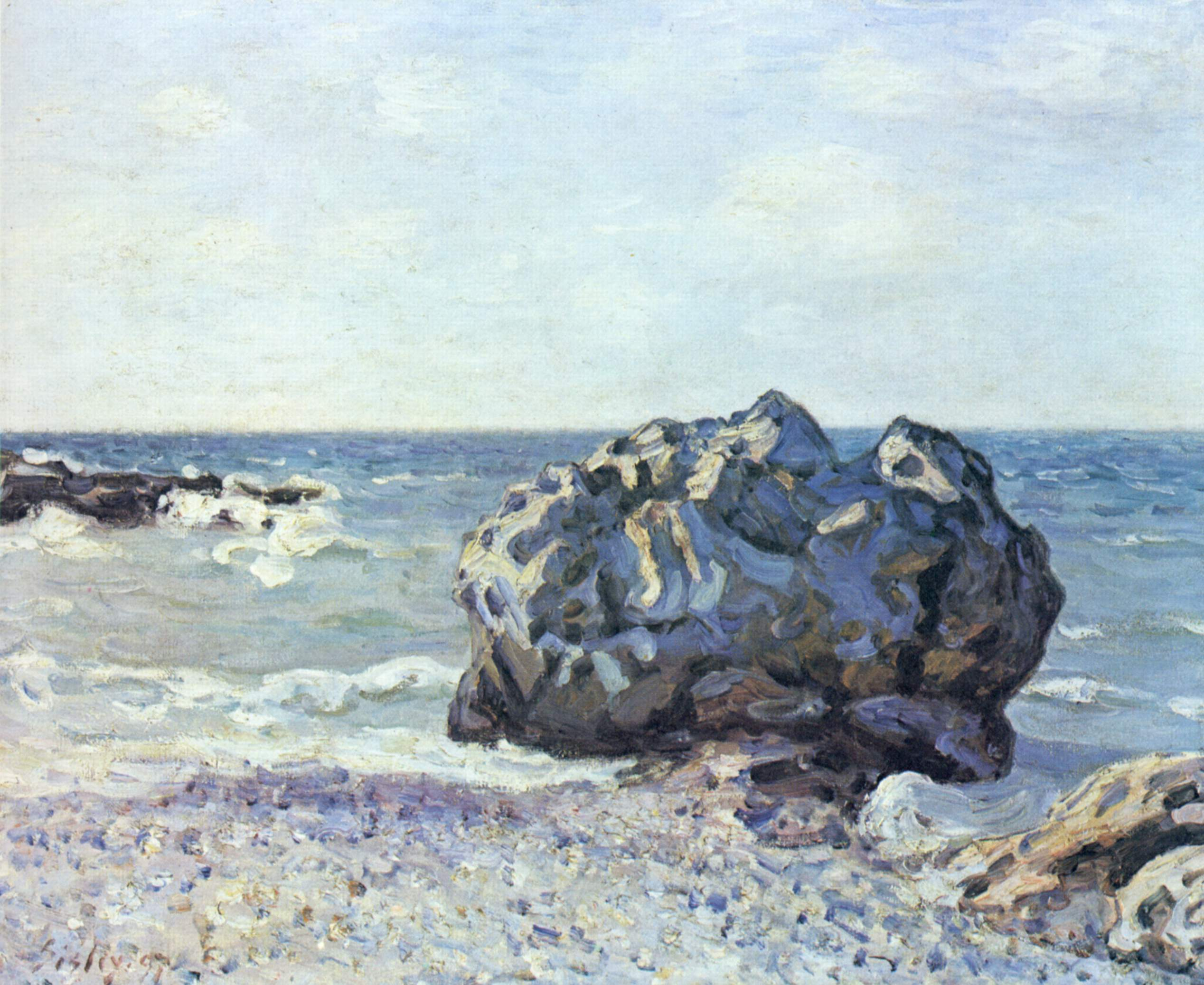
Alfred Sisley. Rocas de Langland.

Pinta un pequeño número de pinturas en una gama oscura hecha de marrones y de verdes profundos. Sisley revela su admiración por Camille Corot o Gustave Courbet, sus primeros maestros, al afirmar un gusto por los valores y el espacio. Es a partir de 1870 que su paleta se aclara sobre todo en sus numerosos paisajes que representan las orillas del Sena y los canales parisienses. Este patrón de los bordes del agua será uno de los temas favoritos de Sisley hasta el final de su vida.

#### Las series
Desde comienzos de la década de 1890, Sisley comenzó una serie de pinturas que representan el mismo tema en diferentes épocas (las antiguas casas de Saint-Mammès, los caminos de los Sablons, los callejones del Loing ...). Es su manera de afirmarse y expandirse a expensas de una visión menos espontánea, sin embargo en las palabras de Claude Roger-Marx "se encuentra el timbre angelical de la antigüedad. Insistiendo en lo que él llamó con ternura "el rincón amado de la imagen"."

#### Fin de carrera
Su estancia en Penarth en Gales desde julio de 1897 le dio la oportunidad de representar una naturaleza grandiosa en varias marinas, estudiando especialmente los efectos de la luz sobre la arena y el agua. Pinta los acantilados de Langland, las enormes rocas contra las que se aplastan las olas verdes de espumas espumosas.

## Obras en museos y colecciones públicas
En Argelia

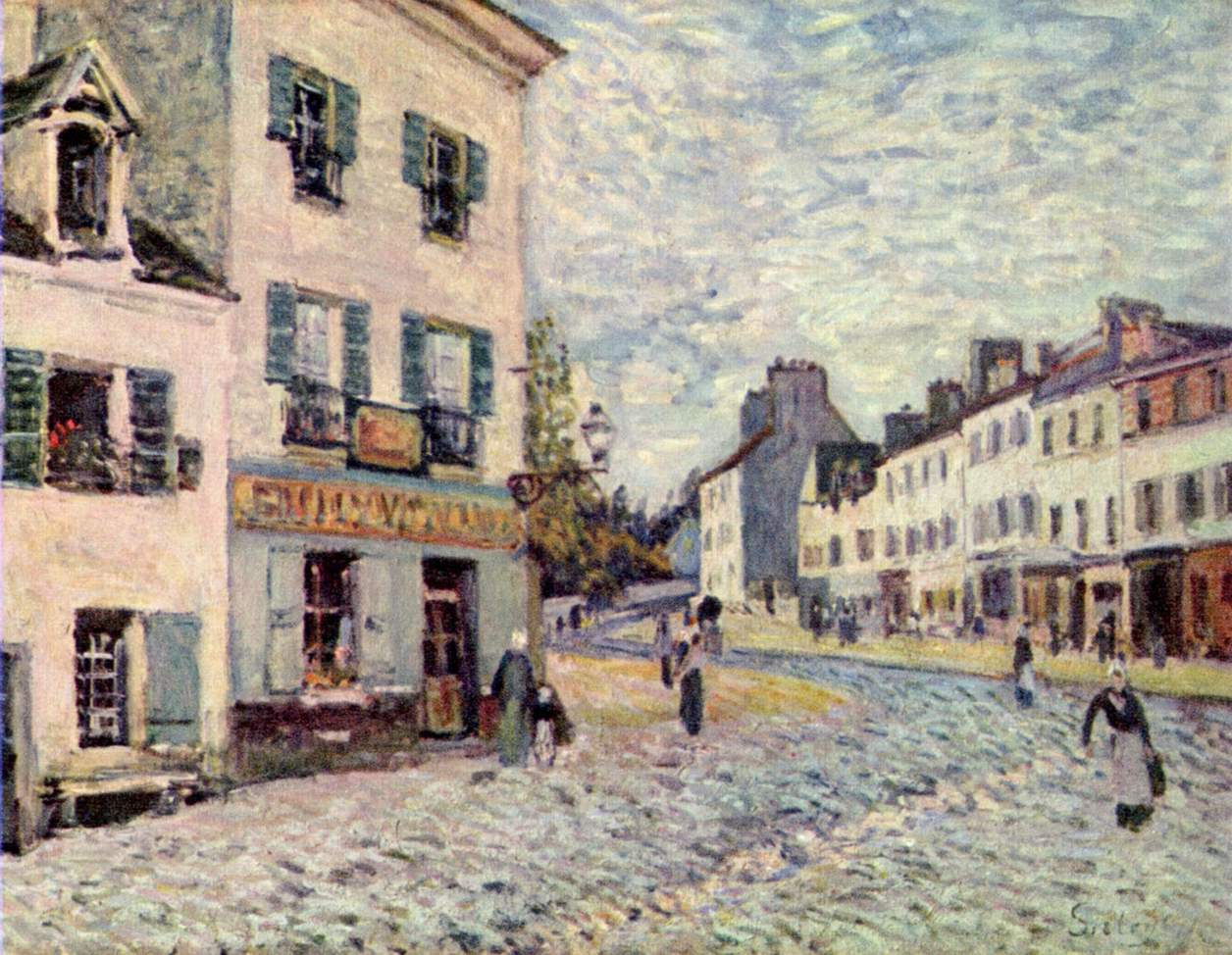
Alfred Sisley. Une rue a Marly.

- Argel, musée des beaux-arts : Le Canal de Loing

En Alemania
- Mannheim, Kunsthalle : Une rue à Marly, 1876
- Múnich, Neue Pinakothek : Le Chemin vers Hampton Court, 1874

En Bélgica
- Bruselas, Musées Royaux des Beaux-Arts de Belgique : Route de Louveciennes, 1873-1874

En Dinamarca

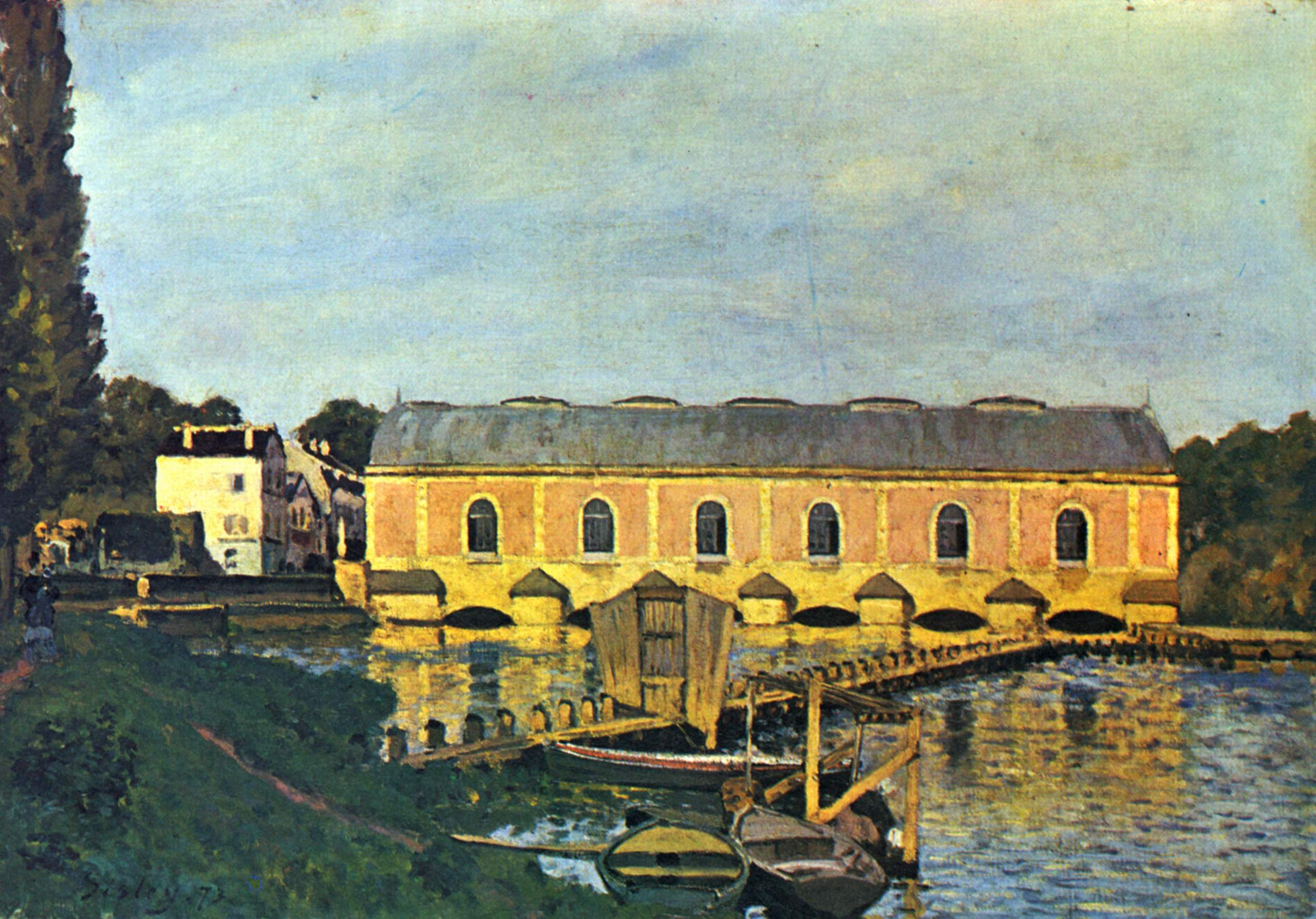
Alfred Sisley. La machine de Marly.

- Copenhague, Ny Carlsberg Glyptotek : La Machine de Marly, 1873

En España

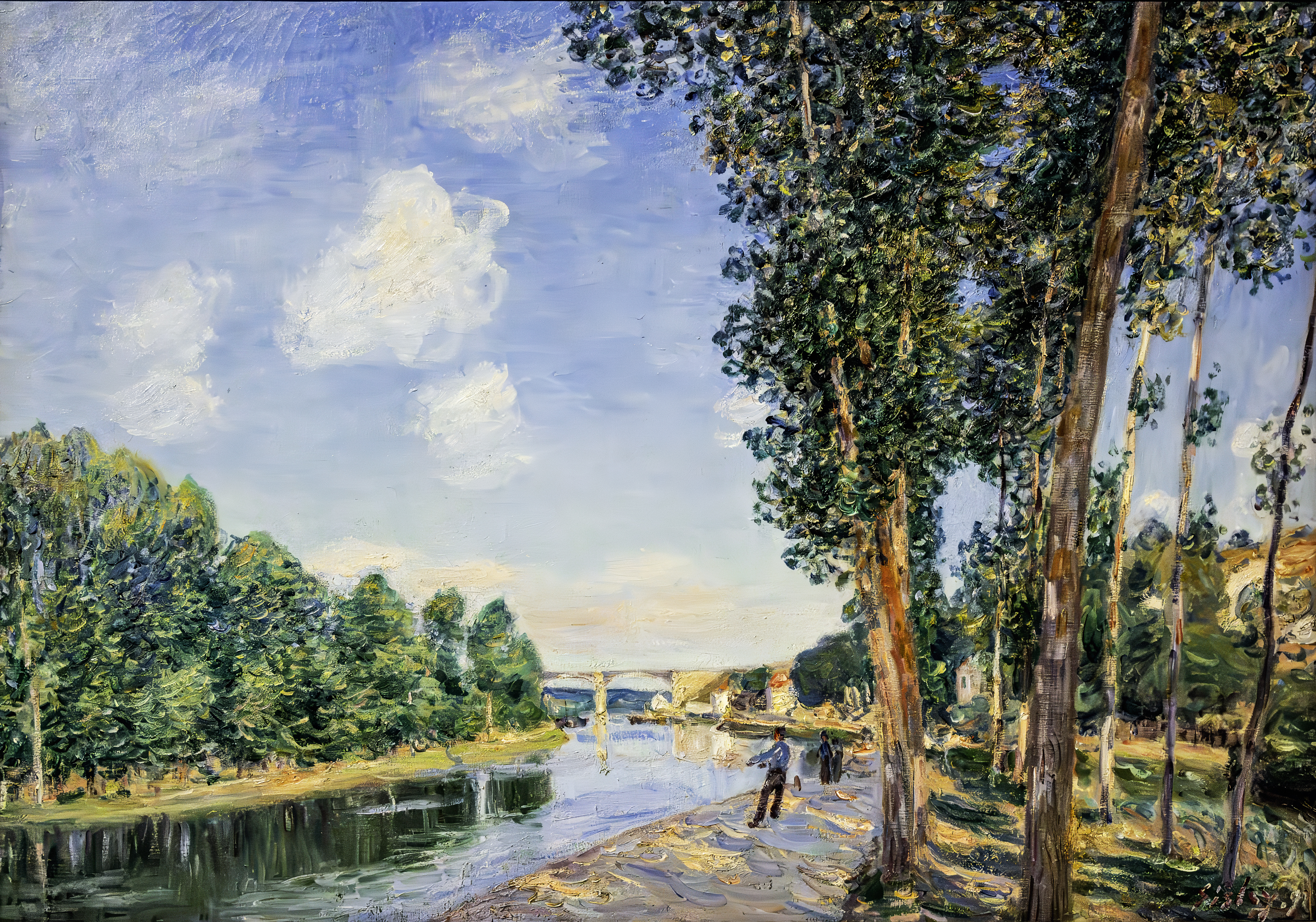
Alfred Sisley. El recodo del Loing.

- Barcelona, MNAC: El recodo del Loing, 1892
- Madrid, Museo Thyssen-Bornemisza: 
  - La inundación en Port-Marly, 1876
  - Una tarde en Moret, final de octubre, 1888
  - Claro de un bosque, 1895
  - Meandro en el río Loing. Verano, 1896

En Estados Unidos

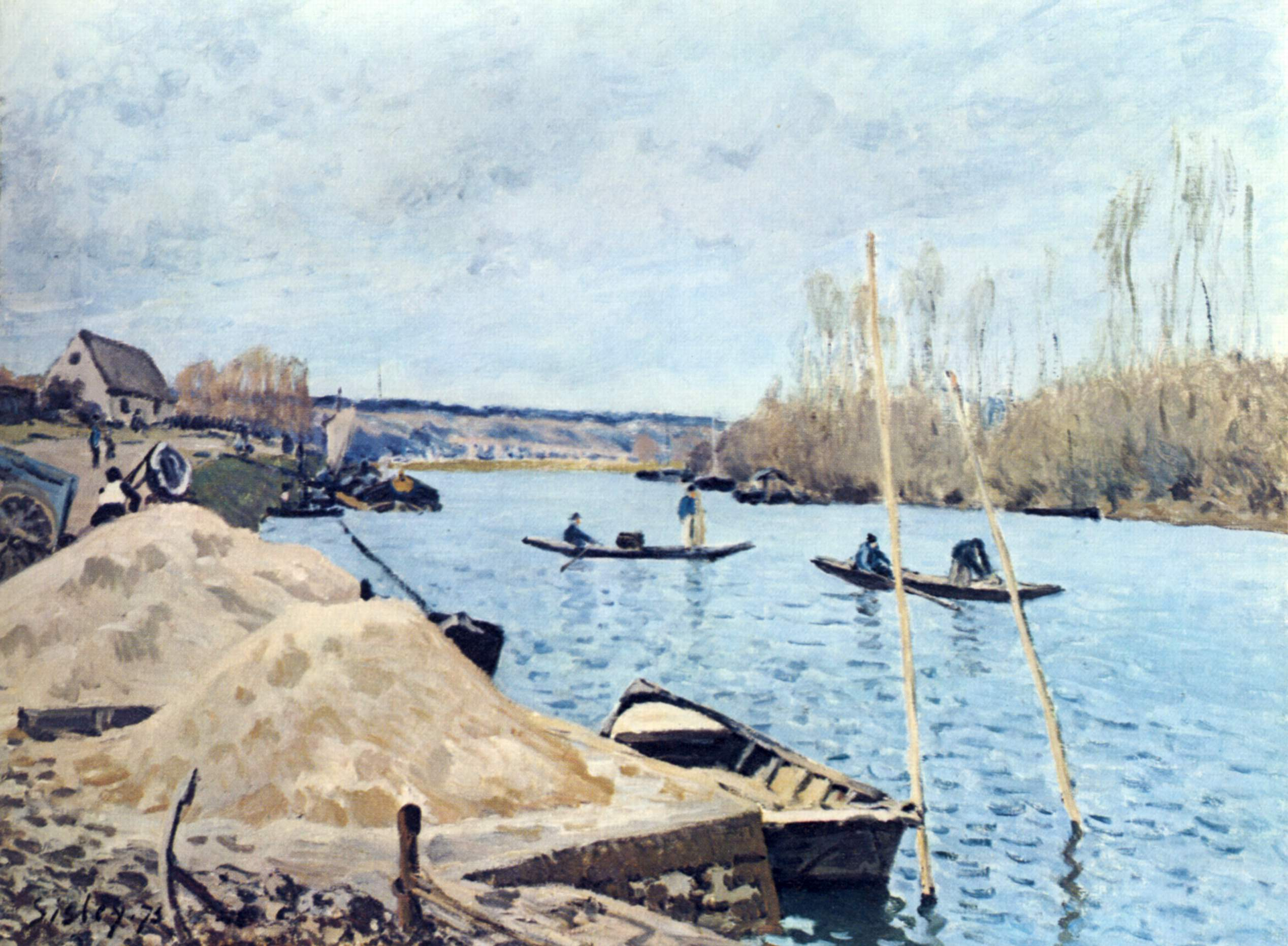
Alfred Sisley. La Seine à Pont de Marly, les piles de sable.

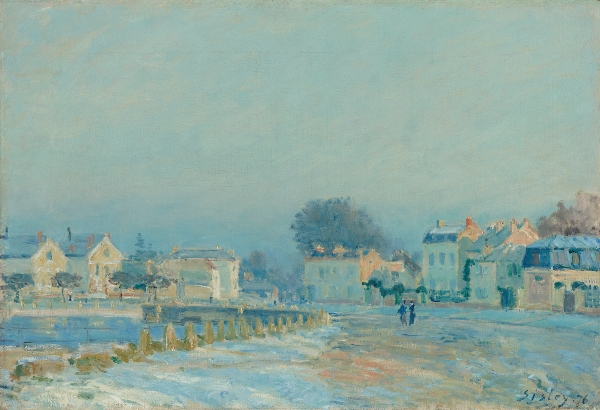
L'Abreuvoir à Marly-Le-Roi, gelée blanche.

- Chicago, Instituto de Arte de Chicago : La Seine à Port-Marly - Les piles de sable, 1875
- New York, Metropolitan Museum of Art :
  - Le Pont à Villeneuve-la-Garenne , 1872, huile sur toile, 49,5 × 65,4 cm
  - La Seine à Bougival, 1876
- Pittsburgh, Carnegie Museum of Art : Vue de Saint-Mammès, 1881
- Richmond, Musée des Beaux-arts de Virginie : L'Abreuvoir à Marly-Le-Roi, gelée blanche, 1875
- Toledo, Museo de Arte de Toledo : L'Aqueduc de Marly (1874)
- Washington, National Gallery of Art : Les Berges de l'Oise, 1877-1878

En Francia

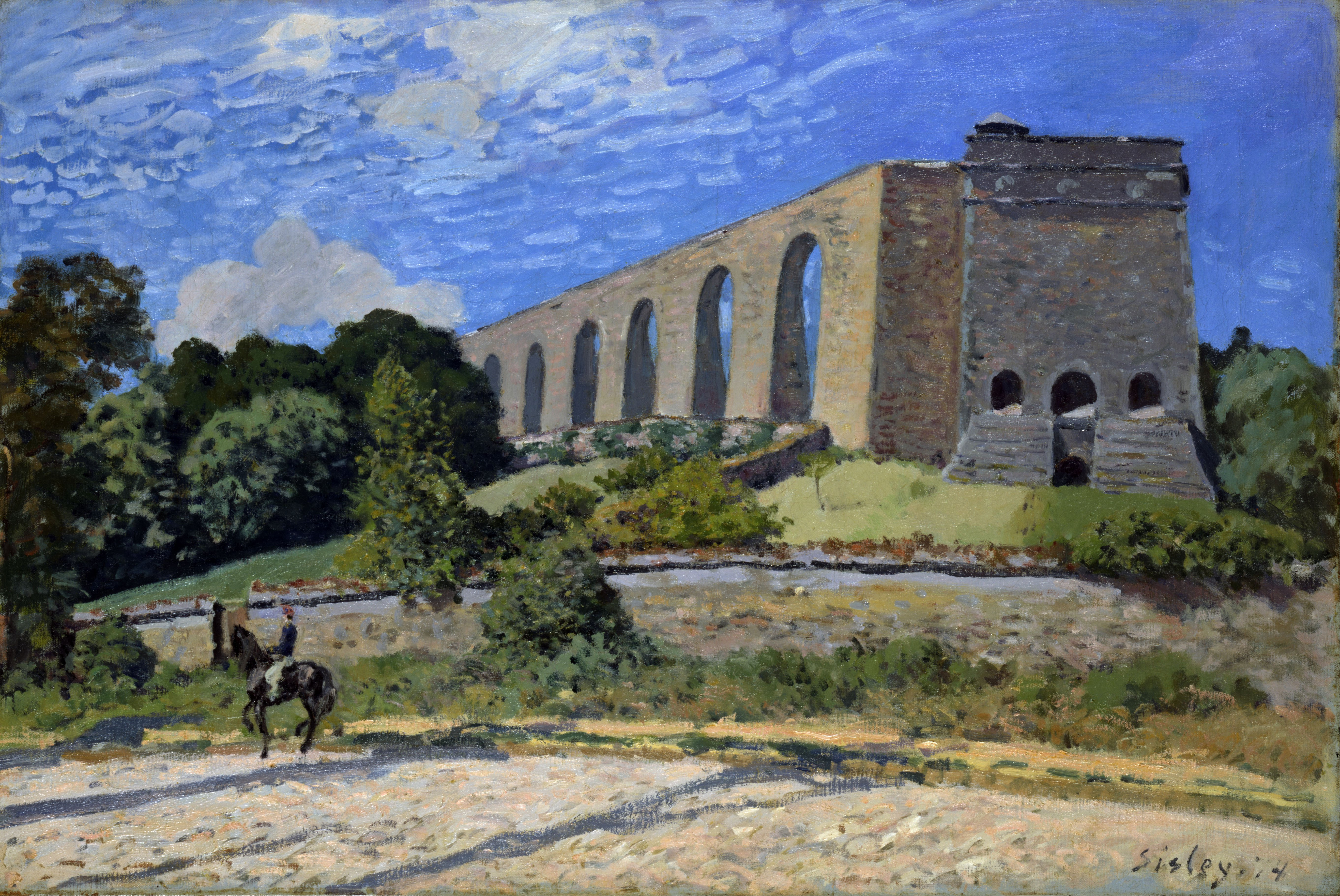
Alfred Sisley - Aqueduct at Marly

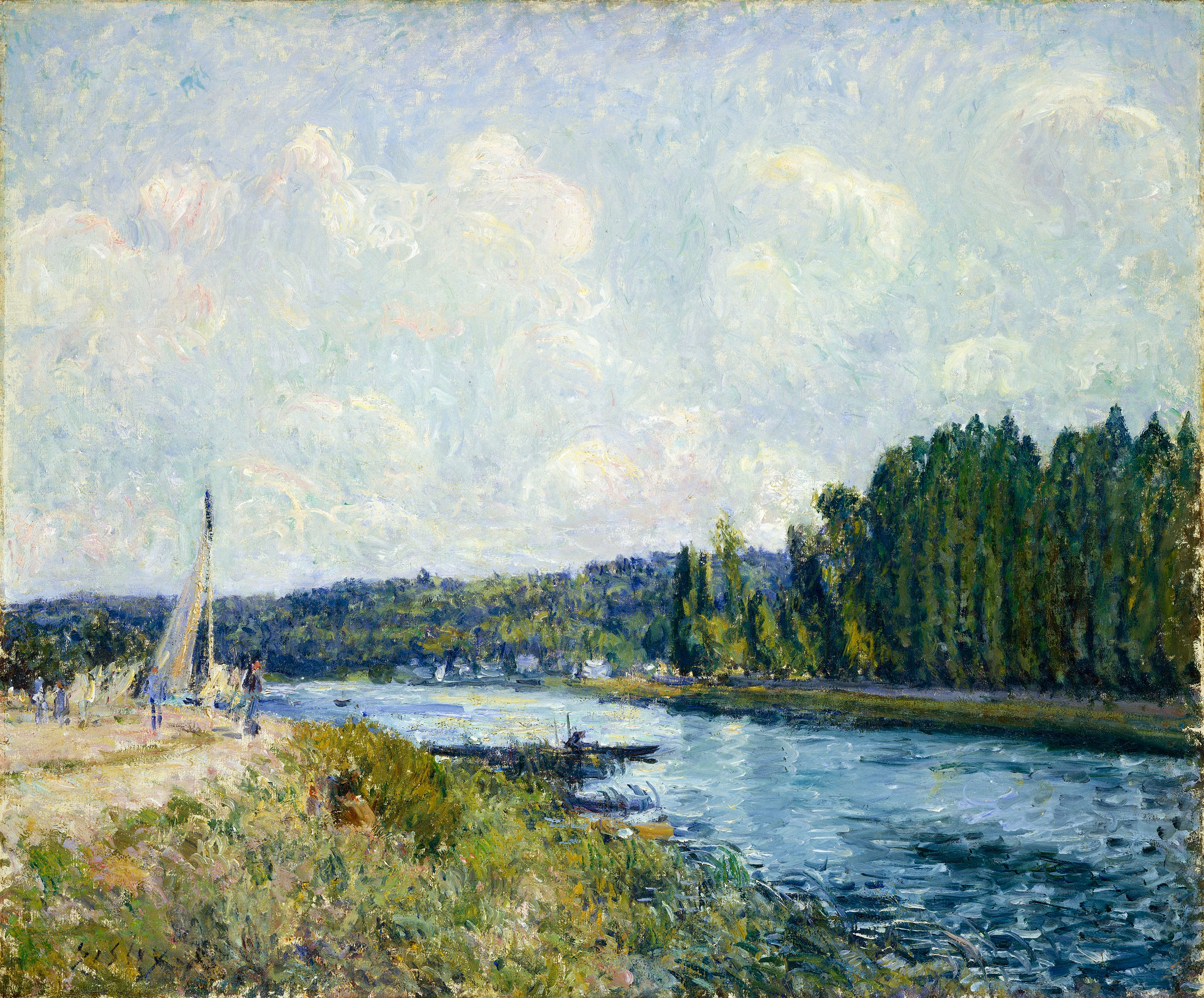
Alfred Sisley. Les Berges de l'Oise

- Agen, musée des beaux-arts : Matinée de septembre, 1887, huile sur toile
- Aix-les-Bains, musée Faure : La Seine à Argenteuil, 1872
- Aviñón, musée Calvet : L'Église de Moret, 1894
- Dijon, musée des beaux-arts de Dijon : Saint-Mammès sur le Loing, 1886, huile sur toile, 54 x 73 cm
- Grenoble, musée de Grenoble : Vue de Montmartre, depuis la Cité des Fleurs aux Batignolles, 1869
- Le Havre , musée d'art moderne André-Malraux :
  - La Seine au point du jour, 1877
  - Le Loing à Saint-Mammès, 1885
  - Le Pont de Moret, effet d’orage, 1887
- Lille, palais des beaux-arts :
  - Port Marly, gelée blanche, 1872
  - En hiver, effet de neige, 1876
  - Après la débâcle, la Seine au pont de Suresnes, 1880
- Lyon, musée des beaux-arts : La Seine à Marly, 1876
- París, musée de l'orangerie : Le Chemin de Montbuisson à Louveciennes, 1875, huile sur toile
- París, musée d'Orsay :[4]
  - Vue du canal Saint-Martin, 1870
  - Le Canal Saint-Martin, 1872
  - Passerelle d'Argenteuil, 1872
  - Rue de la Chaussée à Argenteuil, 1872
  - Louveciennes. Sentier de la Mi-côte, 1873
  - Le Chemin de la Machine, Louveciennes, 1873
  - Les Régates à Moseley, 1874
  - Village de Voisins, 1874
  - La Forge à Marly-le-Roi, 1875
  - La Neige à Louveciennes, 1875
  - L'Inondation à Port-Marly, 1876
  - Le Repos au bord d'un ruisseau. Lisière de bois, 1878
  - Allée de peupliers aux environs de Moret-sur-Loing, 1890
- París, Musée du Petit Palais : Allée de châtaigniers à La Celle-Saint-Cloud, 1865
- Rouen, musée des beaux-arts : La Place du Chenil à Marly, effet de neige, 1876

En la República Checa
- Prague, Galerie nationale de Prague : Pont de Sèvres, 1877, huile sur toile

En el Reino Unido
- Inglaterra
  - Londres, National Gallery : Les Petits Prés au printemps, 1880-1881
- Escocia
  - Glasgow, Burrell Collection (en), L'Église de Noisy-le-Roi, effet d'automne, 1874

En Suiza
- Winterthour, musée des beaux-arts : Sous le pont de Hampton Court, 1874

## Galería

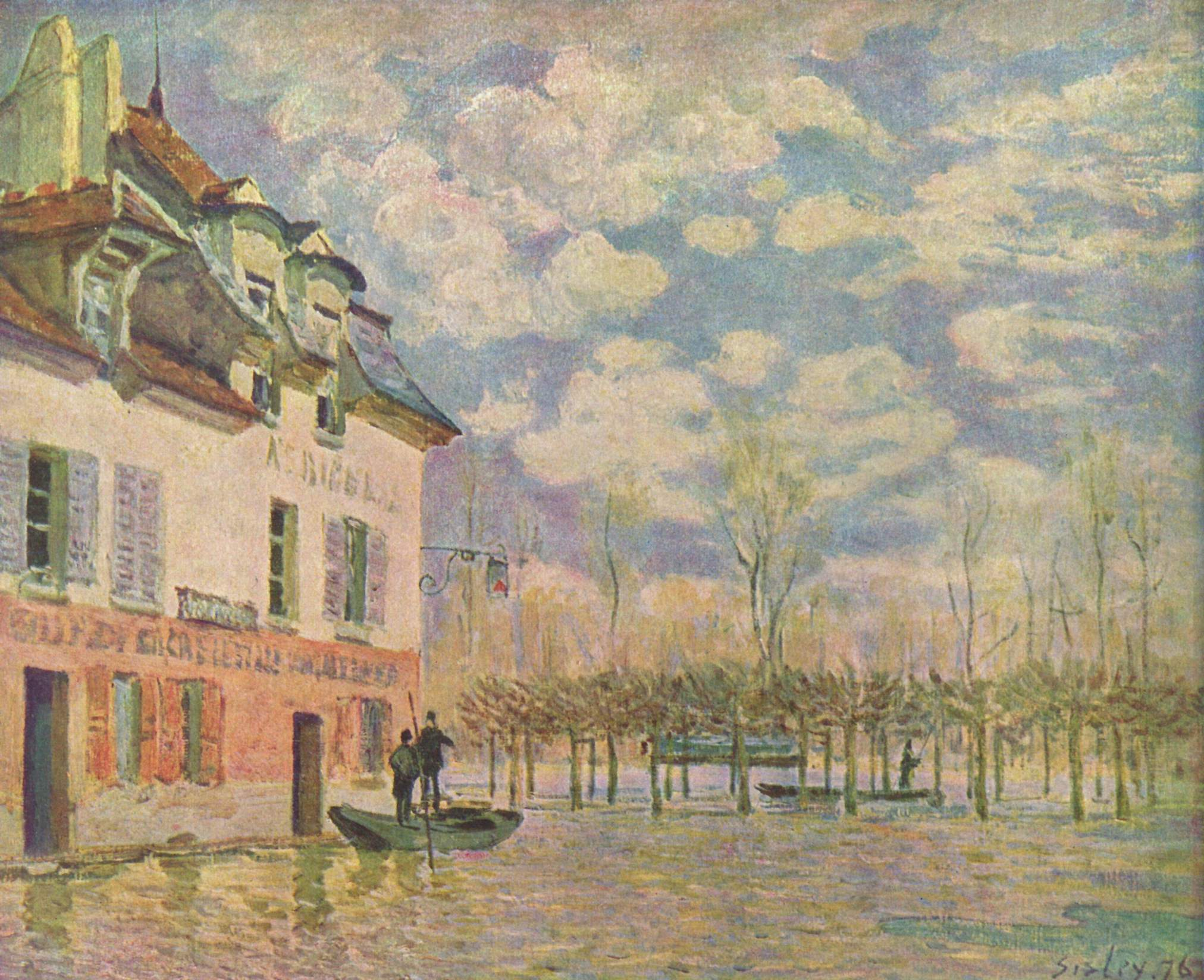
Inundación en Port-Marly, 1876, óleo sobre lienzo, 50,5 x 61 cm, Museo de Orsay, París.
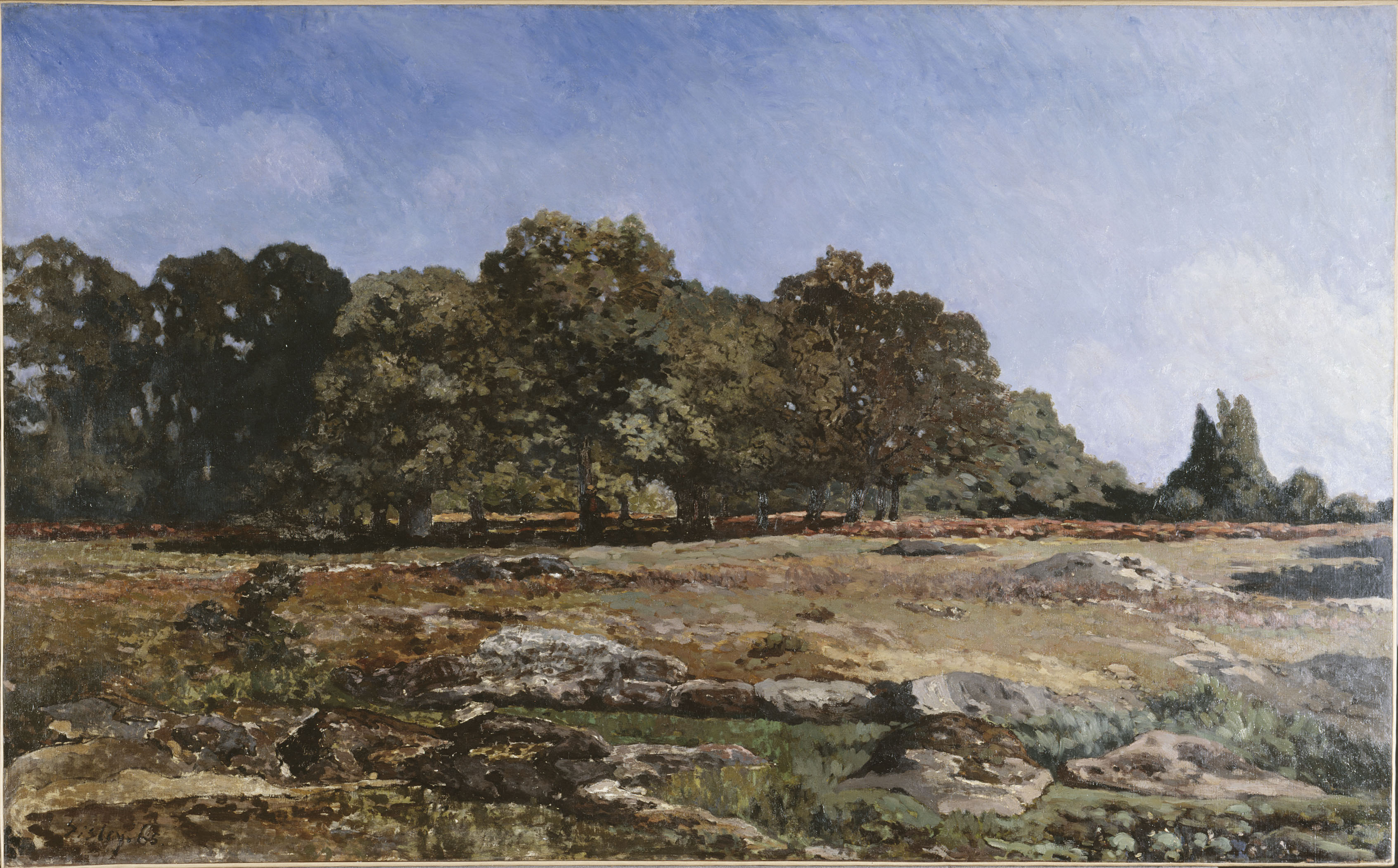
Avenida de castaños cerca de La Celle-Saint-Cloud, 1865
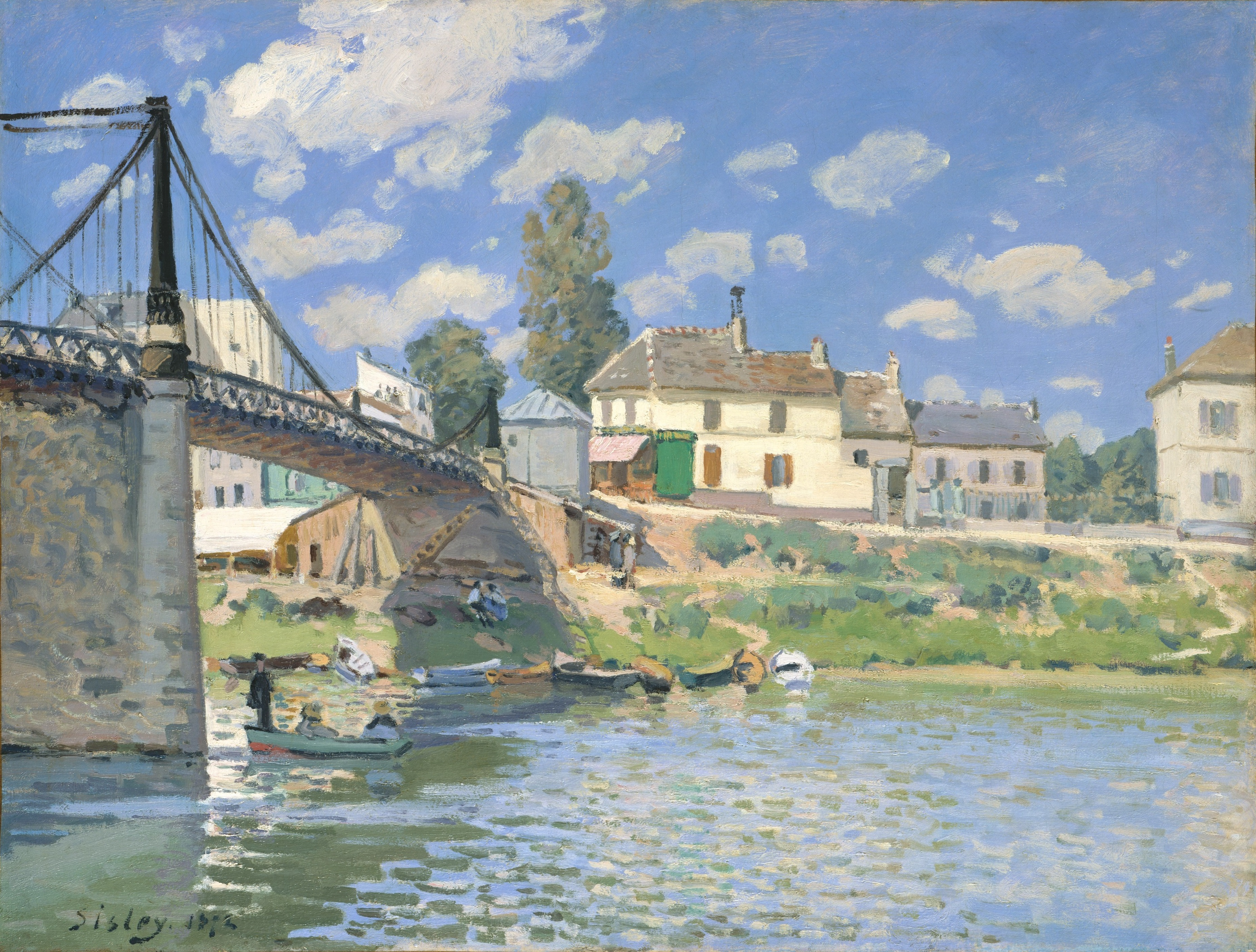
Puente en Villeneuve-la-Garenne 1872
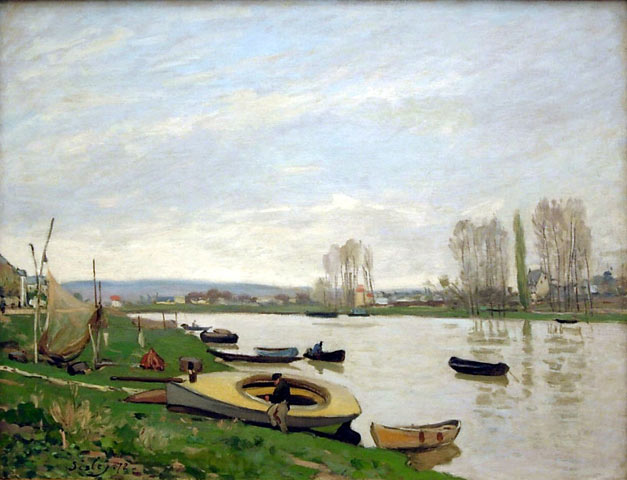
El río Sena en Argenteuil, 1872.
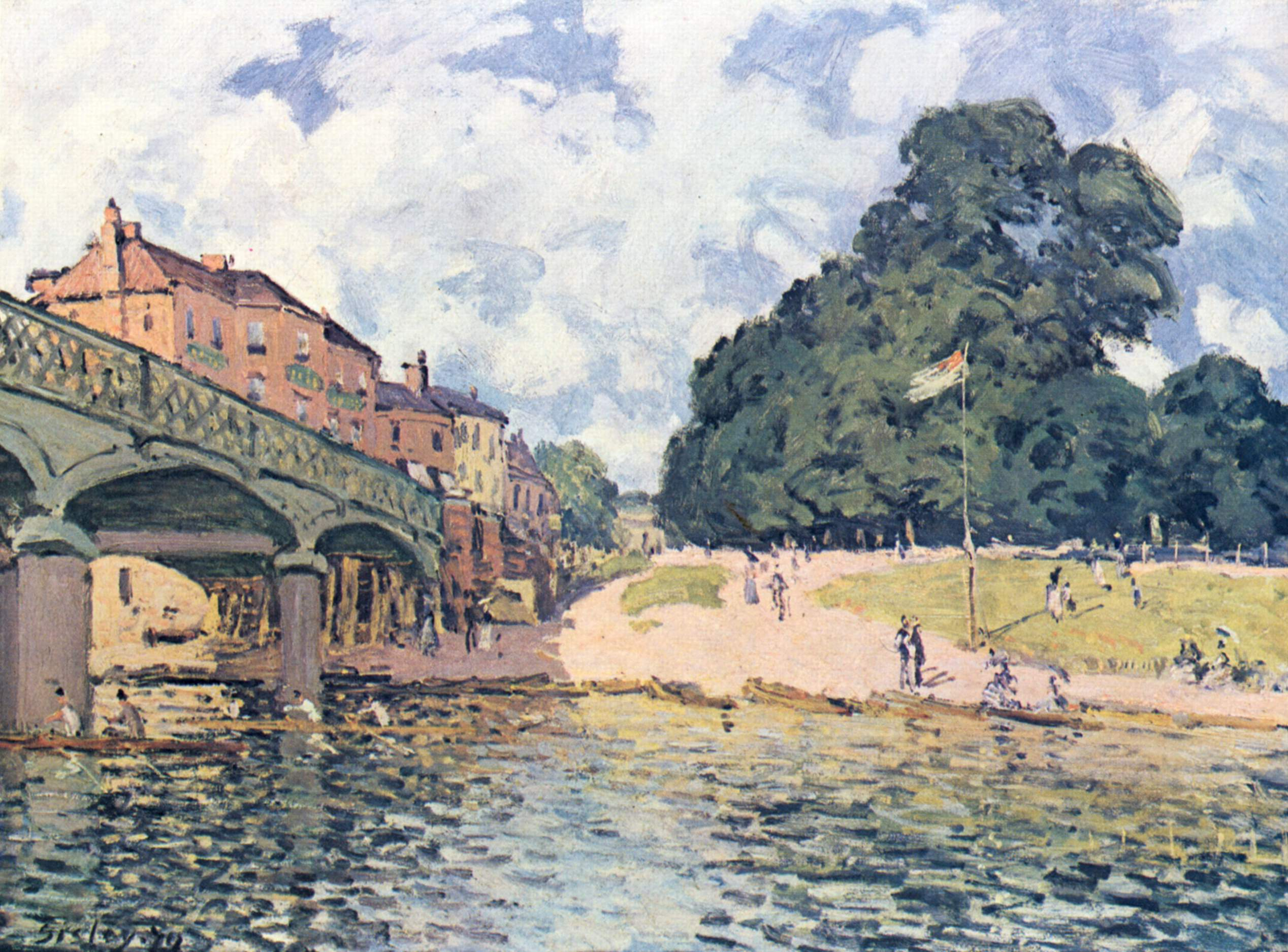
Puente en Hampton Court, 1874
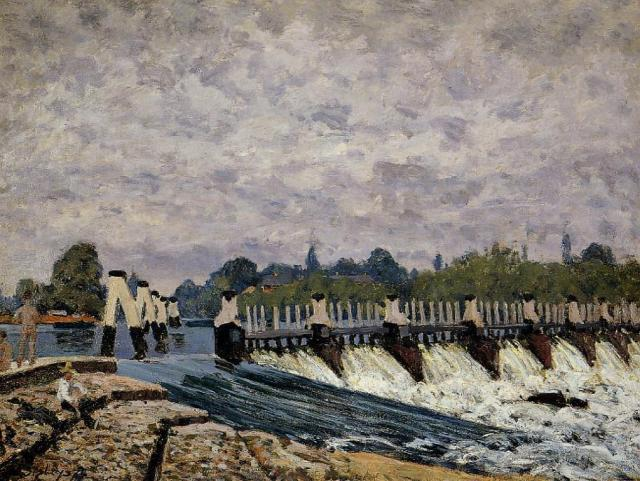
Presa de Molesey - mañana, 1874
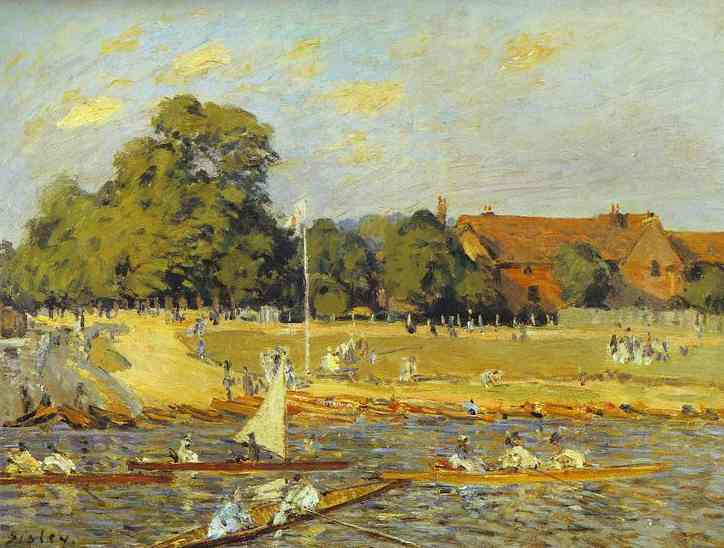
Regata en Hampton Court, 1874
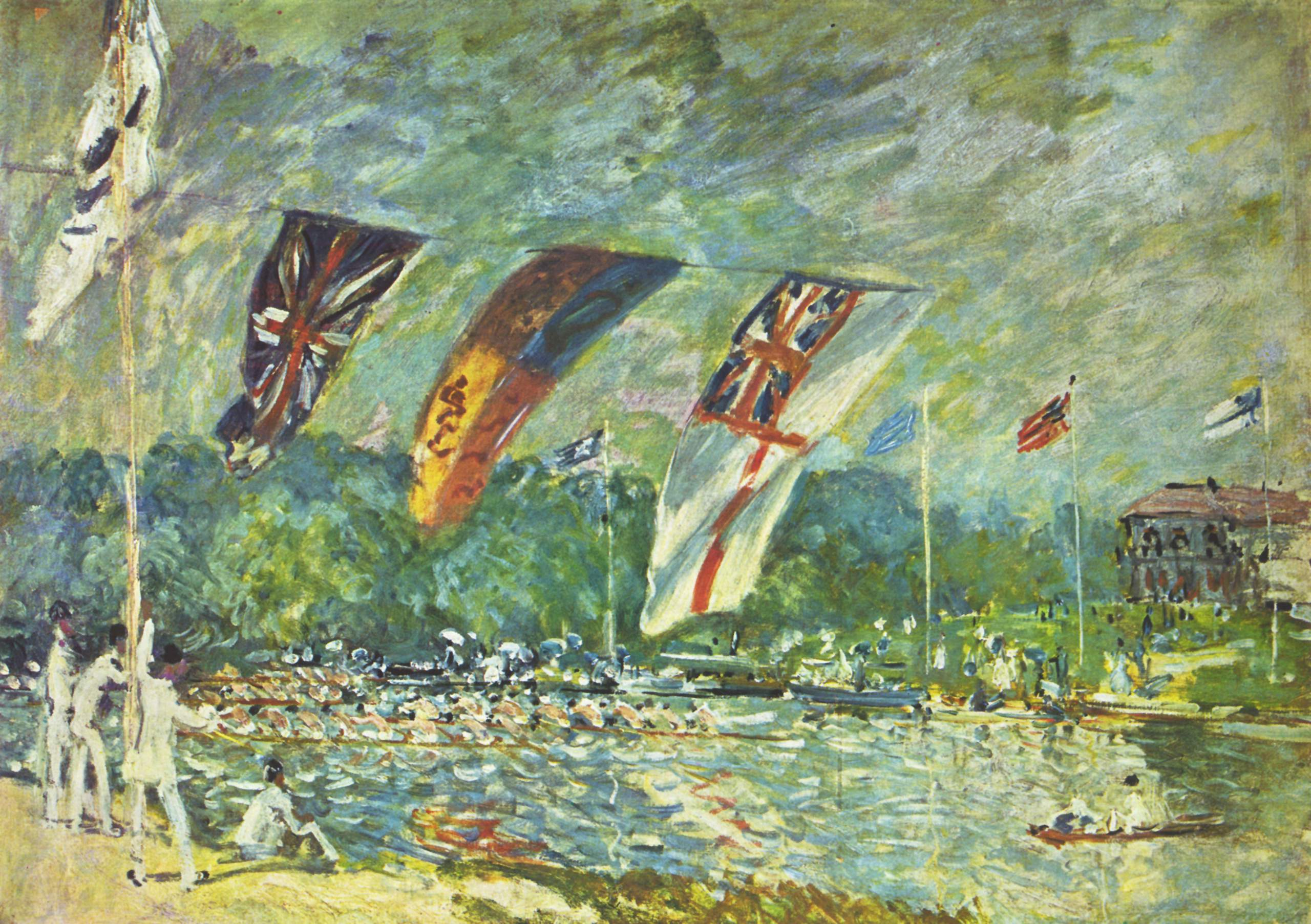
Regata en Molesey, 1874
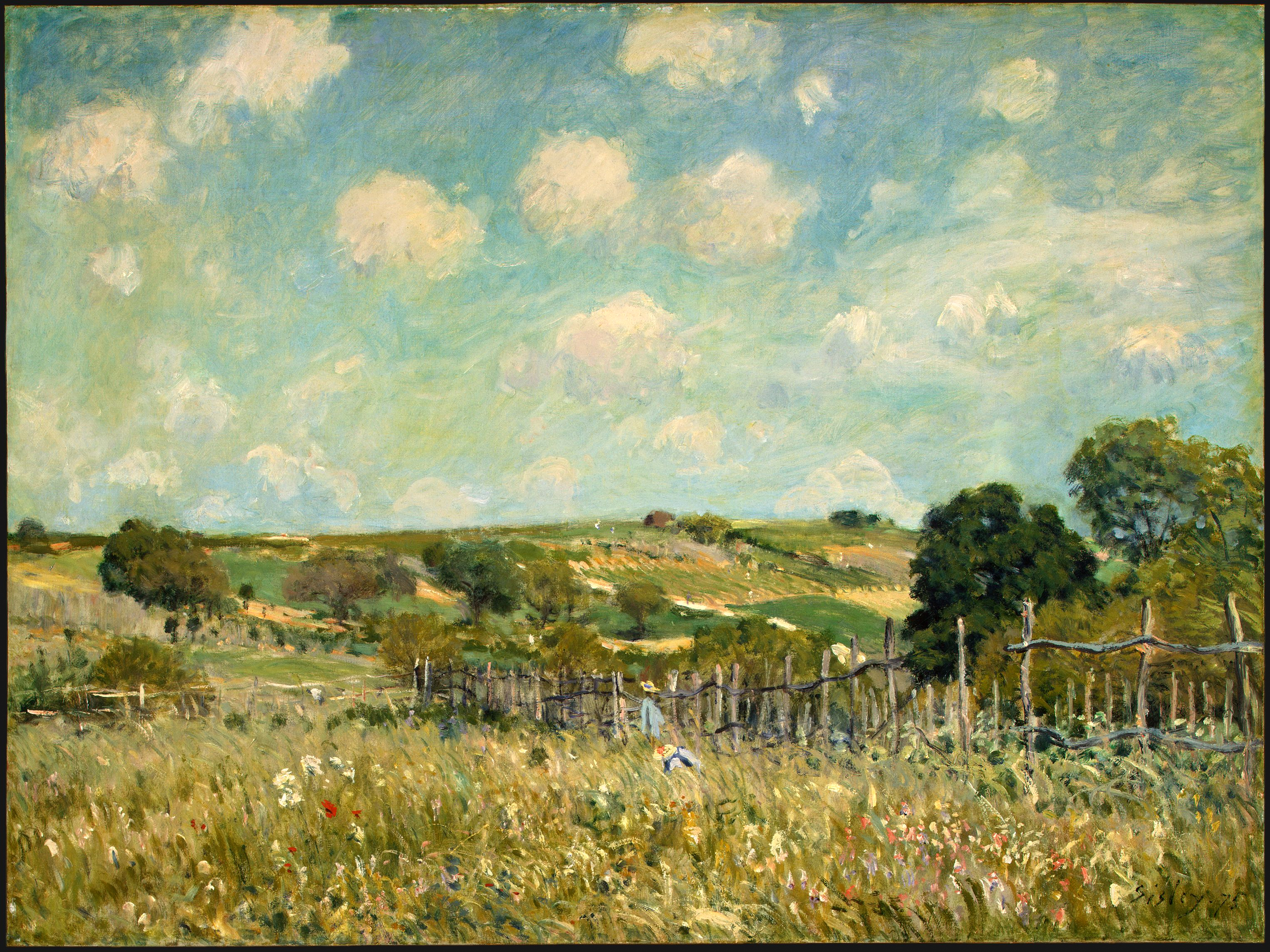
Pradera, 1875
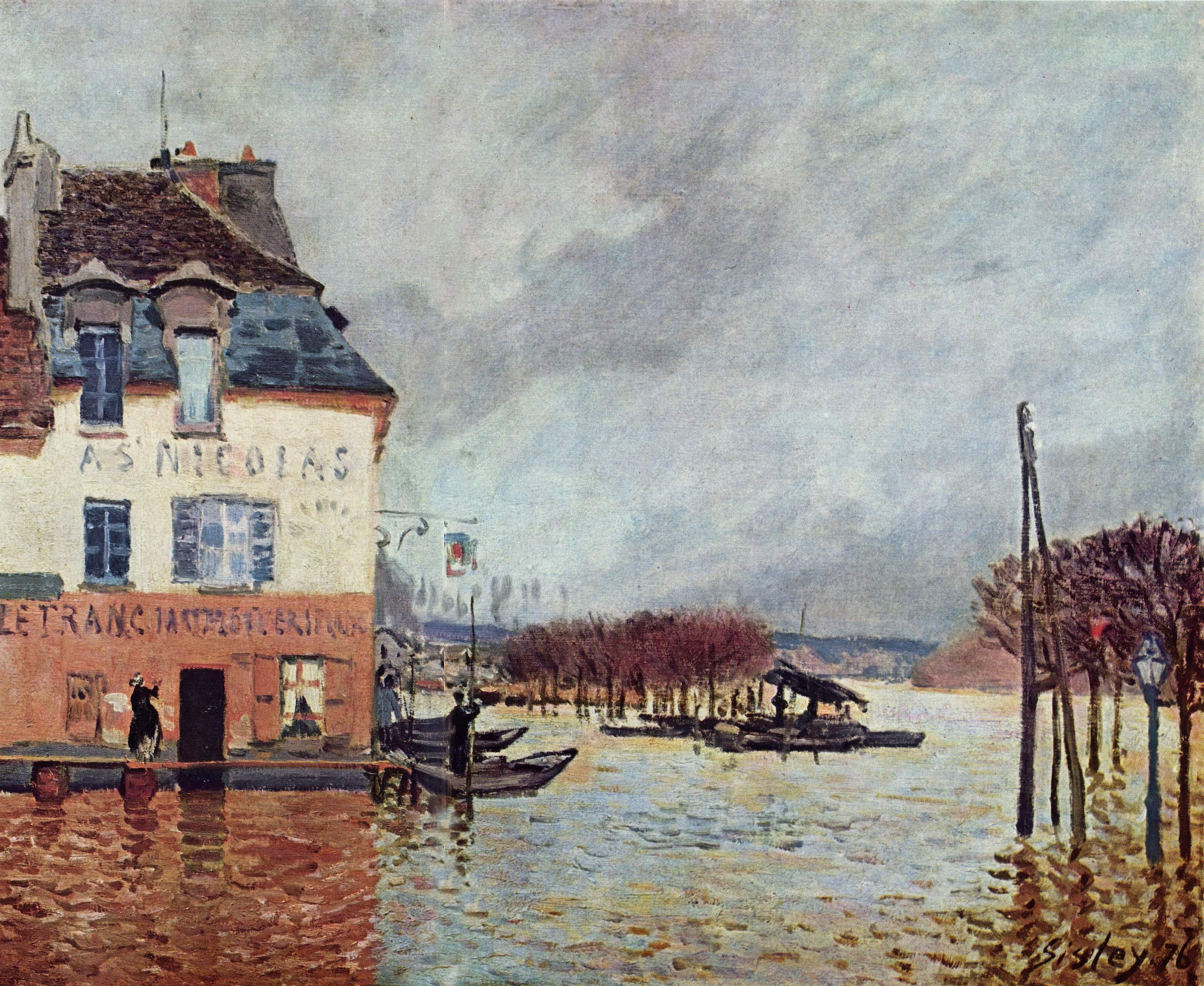
Inundación en Port-Marly, 1876. Museo de Orsay
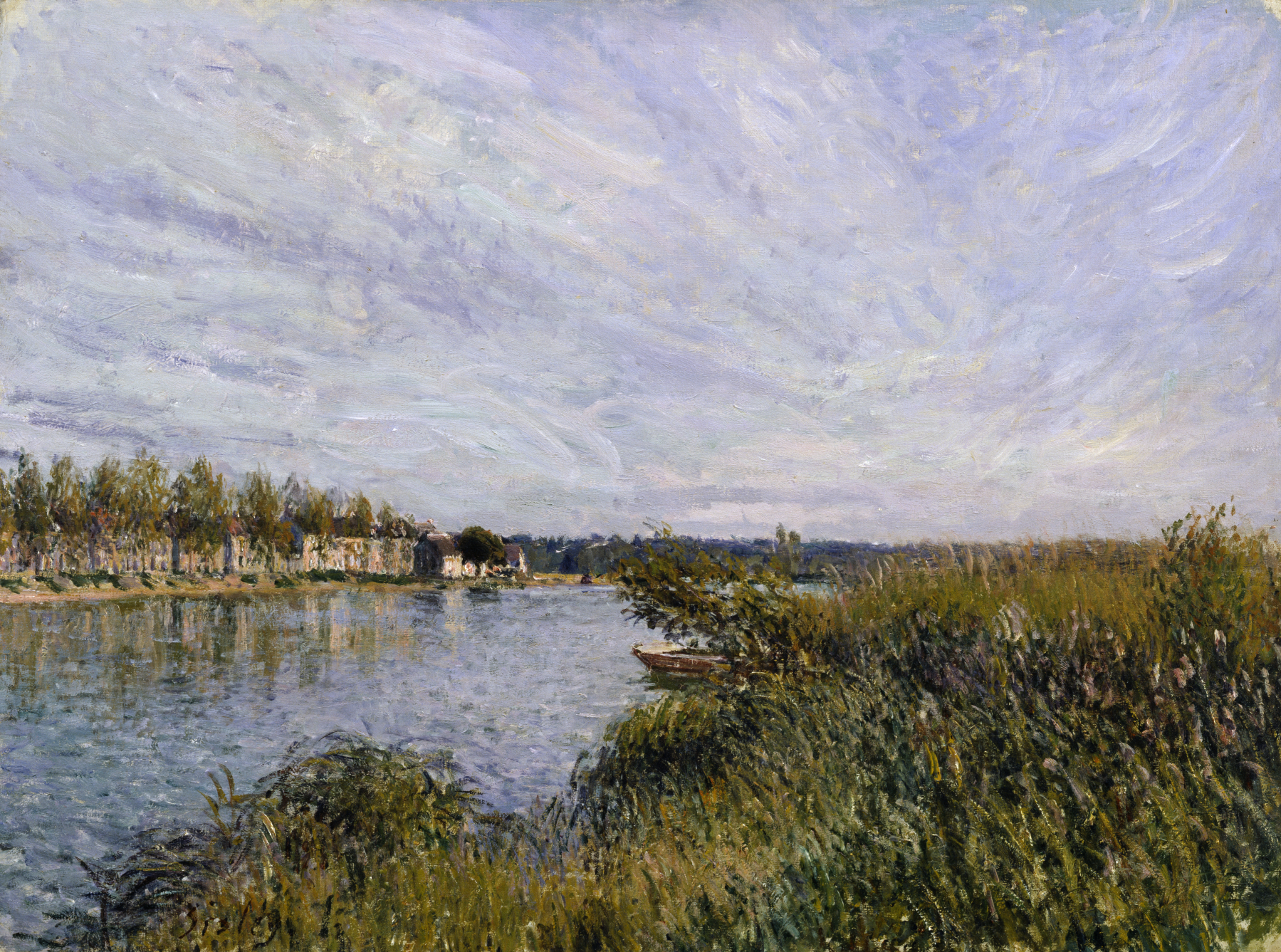
Vista de Saint-Mammès, (circa 1880). Museo Walters.
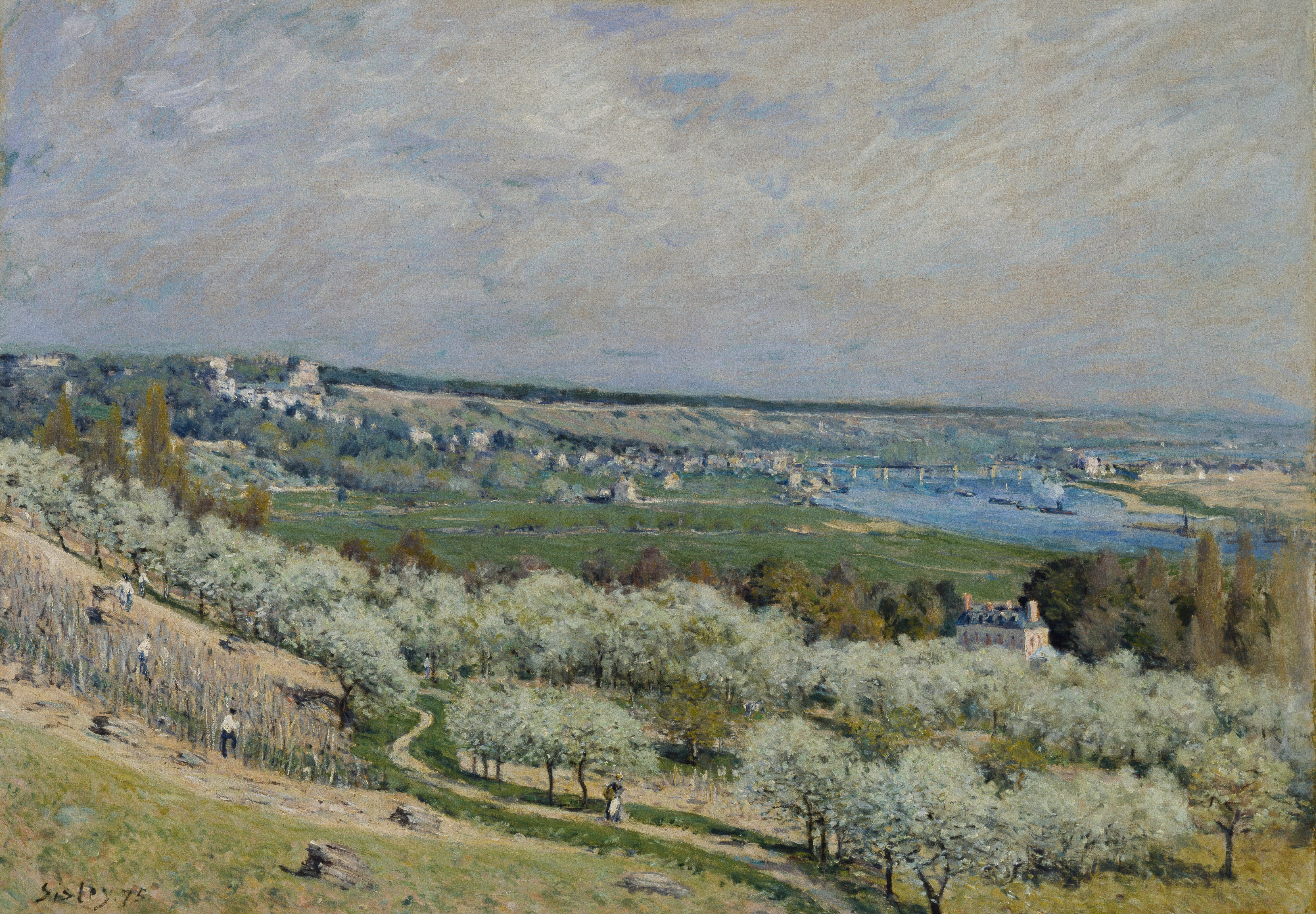
La terraza de Saint-Germain en primavera, 1875, Museo Walters.